# Korzeń

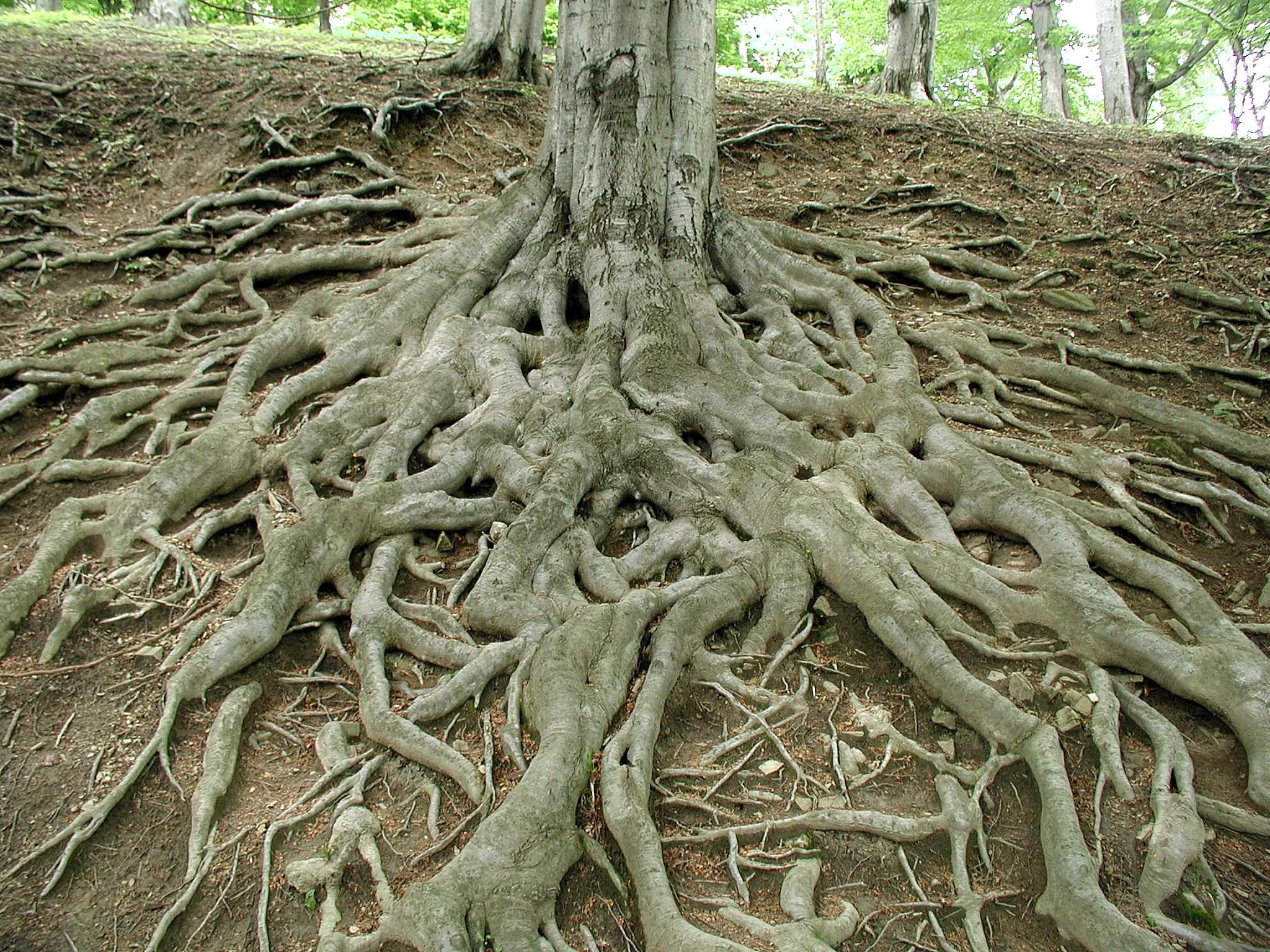
Częściowo odsłonięty system korzeniowy buka

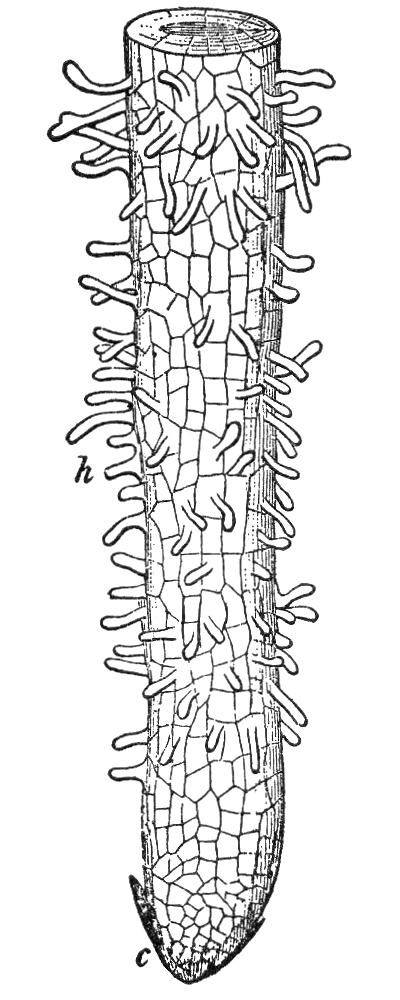
Budowa korzenia: h – strefa włośnikowa, c – czapeczka korzeniowa

Korzeń (łac. radix) – organ roślinny, część sporofitu, która dostarcza roślinom wodę i sole mineralne, przytwierdza rośliny do podłoża, a u roślin wieloletnich może pełnić funkcję organu spichrzowego. W wyniku przystosowania do warunków środowiska korzenie poszczególnych grup ekologicznych roślin pełnią dodatkowe funkcje.
Młode korzenie okryte są ryzodermą wytwarzającą włośniki, dodatkowo zwiększające jej powierzchnię. Stanowi ona układ chłonny pobierający wodę i sole mineralne. Pobrane substancje poprzez warstwę kory pierwotnej przenoszone są do wiązek przewodzących tworzących walec osiowy. Trudno przepuszczalna dla wody warstwa komórek kory pierwotnej (śródskórnia) umożliwia kontrolowany, aktywny transport substancji do wiązek drewna. Wiązki łyka zapewniają z kolei dostarczanie do podziemnej części rośliny substancji organicznych powstałych w procesie fotosyntezy. Starsze korzenie przyrastając na grubość uzyskują odmienną budowę, a zdolność wchłaniania roztworu glebowego jest w dużym stopniu przez nie tracona. Budowa anatomiczna korzeni jest w niewielkim stopniu zróżnicowana wśród grup taksonomicznych roślin naczyniowych, ulega natomiast znacznym modyfikacjom w korzeniach wyspecjalizowanych do pełnienia dodatkowych funkcji.
Korzeń występuje niemal u wszystkich roślin naczyniowych, nieobecny jest jedynie u posiadających chwytniki psylotowych i niektórych roślin, u których korzeń zanikł wtórnie (np. u rogatków, pływaczy i wolfii bezkorzeniowej). Rośliny zakorzenione są zwykle w glebie, u epifitów wykształcają się korzenie powietrzne, u hydrofitów korzenie zanurzone.
Ze względu na sposób powstawania wyróżnia się korzeń pierwotny rozwijający się z zawiązka korzenia zarodkowego, korzenie boczne powstające jako odgałęzienia korzenia głównego w strefie różnicowania oraz korzenie przybyszowe powstające zwykle w części pędowej rośliny lub z korzeni w strefie ich budowy wtórnej. Korzenie tworzą silnie rozczłonkowany układ penetrujący podłoże, nazywany systemem korzeniowym. Stanowi on dolny biegun osiowych organizmów roślinnych, u których górny biegun to pęd. Korzenie w odróżnieniu od pędu nie wykształcają liści i zwykle rosną w dół, najczęściej są niezielone, choć niektóre korzenie powietrzne mogą zawierać chlorofil. Innymi, obok korzeni, podziemnymi organami roślin są też kłącza stanowiące podziemny fragment pędu.

## Rozwój korzeni

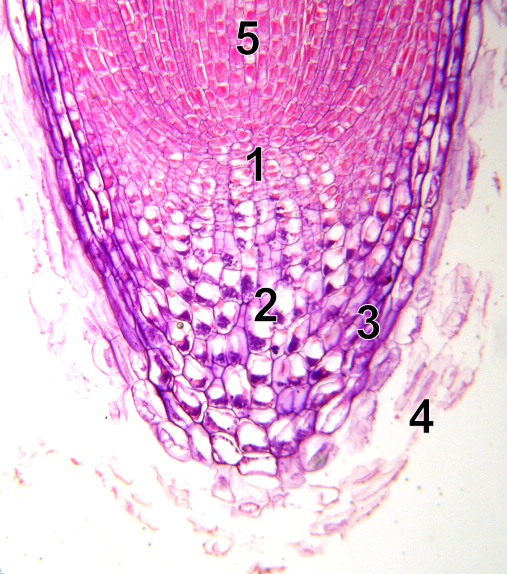
Wierzchołek korzenia; 1 – merystem, 2 – statocyty ze skrobią statolityczną, 3 – czapeczka, 4 – martwe komórki, 5 – strefa wydłużania

Zawiązek korzenia wykształca się w biegunie bazalnym zarodka w postaci odcinka zróżnicowanych tkanek korzeniowych, zwanego radykulą. Powstaje on jeszcze na etapie poprzedzającym dojrzewanie nasion. W czasie kiełkowania z radykuli rozwija się korzeń pierwotny rozgałęziający się w korzenie boczne.
Korzeń zarodkowy jest pierwszym tworzącym się podczas embriogenezy organem. Powstaje z niego korzeń główny. Wzrost korzenia jest efektem intensywnych podziałów komórkowych w obrębie merystemu wierzchołkowego. Podziałom ulegają komórki inicjalne merystemu (promerystem). Zwykle jest ich kilka. Komórki dzielące się w kierunku proksymalnym dają początek tkankom w strefie różnicowania. Te zaś, które dzielą się w kierunku dystalnym, wchodzą w skład czapeczki korzeniowej. Struktura ta ulega złuszczeniu podczas wzrostu korzenia. Proces różnicowania i kształtowania tkanek jest prawdopodobnie kontrolowany przez grupę komórek znajdujących się pod komórkami inicjalnymi promerystemu. Jest to tak zwane centrum spoczynkowe, w którym komórki nie wykazują aktywności mitotycznej. W strefie proksymalnej, gdzie podziały mitotyczne już nie występują, dochodzi do zróżnicowania komórek kilka warstw. Z nich ostatecznie powstaje epiblema, kora pierwotna, endoderma i walec osiowy wraz z wiązkami przewodzącymi.

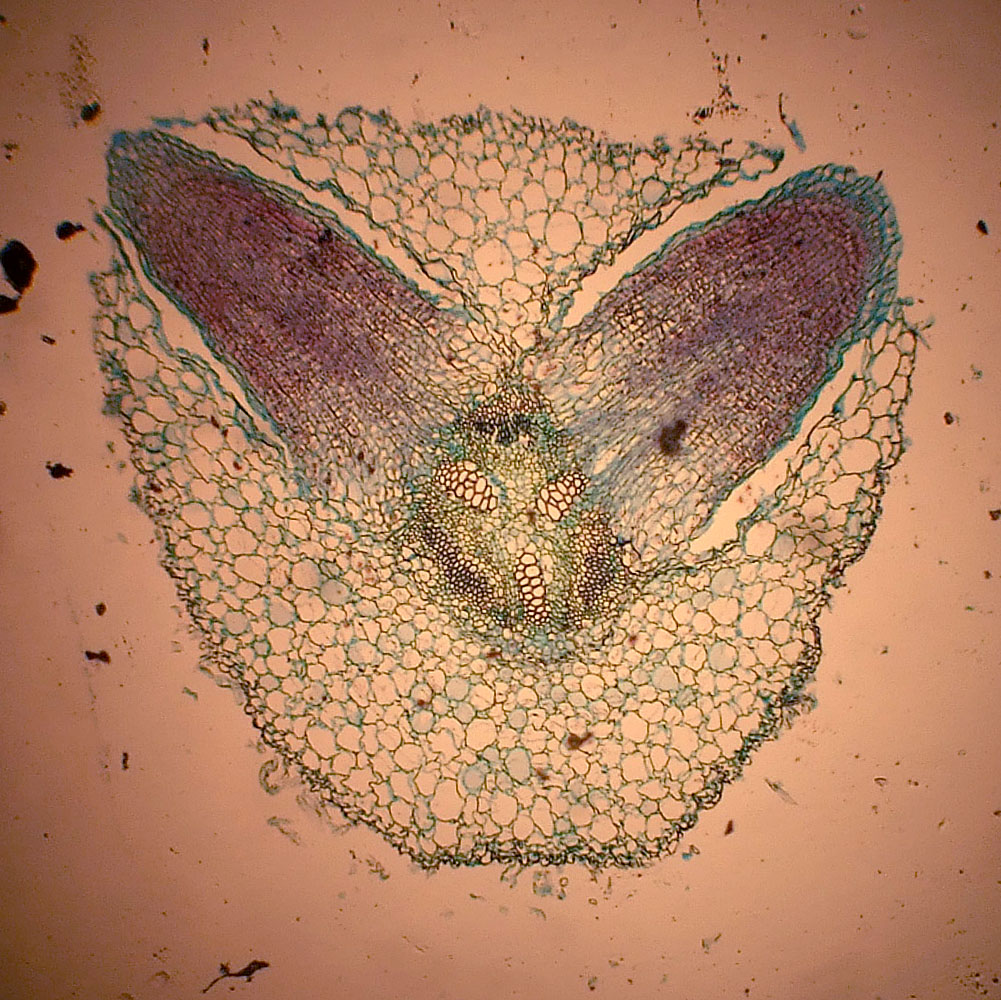
Powstawanie korzeni bocznych u grochu

Korzenie boczne u okrytonasiennych rozwijają się z komórek perycyklu, a u niektórych paprotników z komórek endodermy. Rosnący zawiązek powoduje powstanie uwypuklenia. Zanim jeszcze dojdzie do przebicia przez komórki kory pierwotnej, uformowany zostaje merystem wierzchołkowy, czapeczka oraz system tkanek pierwotnych typowych dla młodego korzenia. Budowa anatomiczna korzeni bocznych jest analogiczna do budowy korzenia głównego. Miejsce powstawania korzeni bocznych nie jest przypadkowe. Jeżeli korzeń ma kilka pasm tkanek przewodzących, miejsca inicjacji korzeni bocznych znajdują się na przeciwległych biegunach ksylemu lub floemu. W efekcie wiązki korzeni bocznych układają się w rzędy, których liczba jest równa liczbie pasm ksylemu lub też dwukrotnie większa. U większości roślin rozgałęzienia korzeni mają charakter monopodialny, jedynie u widłaków korzenie rozgałęziają się widlasto – do rozgałęzienia dochodzi w obrębie merystemu wierzchołkowego, z którego powstają dwa równorzędne merystemy.
Korzenie przybyszowe powstają z grup komórek tkanki merystematycznej zlokalizowanej w miejscach przecięcia promieni rdzeniowych z miazgą. Najczęściej w sąsiedztwie pączka górnej części międzywęźla lub w węźle. Rozwijające się korzenie wydostają się na zewnątrz pędu przez przetchlinki lub przebijają się na zewnątrz przez tkanki okrywające. W przypadku sadzonek, u niektórych gatunków, zaczątki korzeni mogą powstawać także z komórek tkanek miękiszowych w sąsiedztwie zranienia lub cięcia sadzonki, ewentualnie z powstałego w takim miejscu kalusa. Wpływ na rozwój korzeni z odciętych fragmentów rośliny ma przede wszystkim temperatura i wilgotność, stan fizjologiczny rośliny (pora pobrania sadzonek), podłoże, oświetlenie, pH, stosowanie stymulatorów wzrostu (ukorzeniaczy). Zdolność do ukorzeniania się roślin z ich fragmentów wykorzystywana jest do ich rozmnażania wegetatywnego za pomocą sadzonek w ogrodnictwie i leśnictwie.
Rozwój systemu korzeniowego jest uzależniony od warunków środowiska. Poszczególne rośliny pszenicy lub żyta rosnące w łanie wykształcają system korzeniowy o łącznej długości około 900 m. Rośliny tych samych gatunków rosnąc pojedynczo, mogą wytworzyć system korzeniowy o całkowitej długości 70-90 km. Wzrost korzenia pozostaje w ścisłym wzajemnym związku ze wzrostem części nadziemnej. Na strukturę systemu korzeniowego oraz anatomiczną budowę korzenia ma wpływ dostęp światła oraz składników mineralnych. W efekcie rozwój korzeni powiązany jest z całkowitą powierzchnią liści i wynikającym stąd zapotrzebowaniem organizmu na wodę. Badając wpływ tych czynników na rozwój korzeni ośmiu gatunków traw z rodzaju stokłosa i wiechlina zaobserwowano zwiększenie średnicy steli oraz rozmiarów elementów przewodzących drewna przy zacienieniu równemu 30% światła dziennego. Przy dostępności tylko 5% światła dziennego objętość steli zmniejszała się.
Rośliny są zdolne do kształtowania swojego systemu korzeniowego w zależności od rozkładu składników mineralnych w glebie. Stężenie azotanów, fosforanów, siarczanów i jonów żelaza jest sygnałem dla receptorów zlokalizowanych w komórkach korzeni. W  efekcie odbioru sygnału ze środowiska modyfikowane są: wzrost korzenia pierwotnego, liczba korzeni bocznych oraz liczba włośników. Podczas wzrostu systemu korzeniowego korzenie boczne sukcesywnie obumierają. Proces ten nazywa się oczyszczaniem się korzeni. W kształtowaniu architektury systemu korzeniowego uczestniczą hormony: auksyny, cytokininy i etylen. W badaniach na Arabidopsis thaliana udowodniono, że wierzchołek wzrostu korzenia reaguje na stężenie jonów fosforanowych w roztworze glebowym. Sygnał odbierany jest przez komórki czapeczki korzeniowej. Niedobór fosforu prowadzi do zahamowania wzrostu korzenia głównego i wzrostu liczby korzeni bocznych.
Podczas wzrostu korzeni funkcje chłonne przejmowane są przez korzenie nowo powstające. Starzenie się roślin wiąże się z ustaniem rozwoju systemu korzeniowego i zmniejszaniem powierzchni chłonnej. Proces nabiera tępa po obumarciu liści i po odcięciu dostaw asymilatów system korzeniowy ostatecznie zamiera.

## Anatomia

### Budowa pierwotna

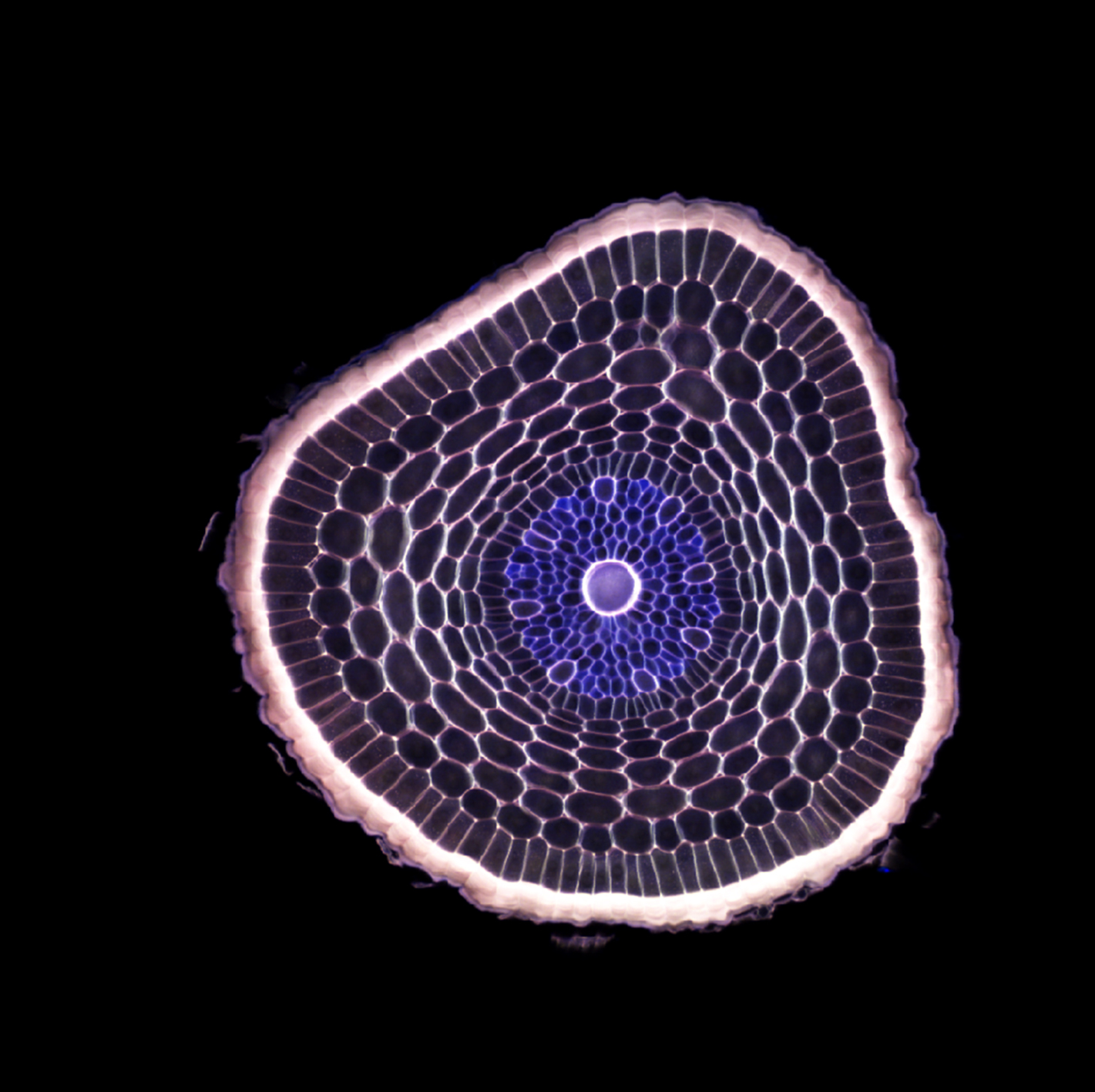
Budowa pierwotna korzenia Hordeum vulgare

#### Epiderma
Typowy korzeń otoczony jest epidermą (skórką). Ze względu na liczne różnice pomiędzy epidermą pędu a epidermą korzenia bywa ona nazywana ryzodermą lub epiblemą. Zwykle z komórek ryzodermy rozwijają się liczne włośniki (nie ma ich na korzeniach powietrznych oraz u roślin wodnych). Najczęściej ryzoderma składa się z pojedynczej warstwy komórek. Jednakże korzenie powietrzne epifitów pokrywa epiderma wielowarstwowa, nazywana welamenem. Ten rodzaj epidermy pozwala na absorpcję wody z powietrza, mgły oraz deszczu. Włośniki znacząco zwiększają powierzchnię chłonną korzeni. Liczne występowanie tych wypustek oraz ich kształt sprawiają, że zewnętrzna powierzchnia chłonna korzenia może być wielokrotnie większa od powierzchni organów nadziemnych. U żyta stwierdzono na przykład, że w stadium kłoszenia się powierzchnia korzeni wynosiła około 700 m², podczas gdy powierzchnia części nadziemnych wynosiła mniej niż 1 m². Poza tym skórka korzenia (ryzoderma), przeciwnie do skórki reszty pędu, może nie być pokryta kutykulą, co zwiększa jej przepuszczalność dla wody i soli mineralnych.

#### Kora pierwotna
Pod epidermą znajduje się warstwa określana jako kora pierwotna. Składają się na nią żywe komórki tkanki miękiszowej o cienkich ścianach. Komórki ułożone są luźno, a tkanka charakteryzuje się przestworami międzykomórkowymi o znacznej wielkości. Poza komórkami miękiszowymi w korze pierwotnej niektórych roślin znajdują się: sklereidy, włókna, komórki wydzielające garbniki, komórki śluzowe oraz komórki zawierające kryształy.
Wewnętrzna, zwykle pojedyncza warstwa komórek kory pierwotnej tworzy endodermę (śródskórnię). U niektórych roślin endoderma tworzona jest przez dwie lub więcej warstwy komórek. Charakterystyczną cechą komórek endodermy jest ich ścisłe ułożenie oraz występowanie zgrubień ścian komórkowych nazywanych pasemkami Caspary'ego. Zgrubienia te zawierają ligninę i suberynę, czego konsekwencją jest nieprzepuszczalność tych ścian dla wody. Transport wody przez endodermę odbywa się poprzez symplast. Związana z tym konieczność przenikania błon pozwala ściśle kontrolować transport jonów i wody do wnętrza walca osiowego (steli). Za transport wody i jonów odpowiedzialne są jedynie niektóre komórki endodermy, nazywane przepustowymi. Pozostałe komórki zamierają.

#### Walec osiowy
Warstwa walca osiowego przylegająca do endodermy nazywana jest perycyklem lub okolnicą. U niektórych roślin (np. Centrolepidaceae) perycykl nie występuje. U pozostałych zbudowany jest z jednej lub więcej komórek miękiszowych w młodej części korzenia mających cechy merystematyczne. W perycyklu mogą występować także mleczniki i inne komórki wydzielnicze. Podziały komórkowe w tej warstwie zapoczątkowują rozwój korzeni bocznych.
Pod perycyklem rozmieszczone są pasma floemu i ksylemu. Niekiedy ksylem wypełnia też środek walca osiowego. U innych roślin ksylem tworzy tylko pasma, a centrum walca wypełnione jest miękiszem określanym jako rdzeń. Pierwsze powstające pod okolnicą pasma ksylemu i floemu nazywane są odpowiednio protoksylemem i protofloemem. Komórki tych tkanek są cienkie i rozciągliwe. Na tym etapie umożliwiają wzrost korzenia na długość, stopniowo rozciągając się. Dojrzałe komórki ksylemu znajdują się bliżej centrum walca osiowego i są nazywane metaksylemem. Podobnie przebiega dojrzewanie komórek floemu, tak że bliżej osi komórki nazywane są już metafloemem. Jeżeli w korzeniu występuje jedno pasmo protoksylemu i protofloemu taka budowa nazywana jest monoarchiczną. Przy większej liczbie pasm budowę określa się jako diarchiczną (dwa pasma), triarchiczną (trzy pasma), tertraarchiczną (cztery pasma) i poliarchiczną przy jeszcze większej liczbie pasm. Badania wskazują, że liczba pasm zwiększa się wraz z odległością od wierzchołka korzenia.
W starszych korzeniach o zachowanej budowie pierwotnej epiderma może ulegać kutynizacji lub skorkowaceniu. Ściany komórkowe mogą ulegać zdrewnieniu oraz wysyceniu substancjami o ciemnym zabarwieniu. Poza starszymi korzeniami do opisanych zmian może dochodzić w korzeniach rosnących na powietrzu. Podczas starzenia dochodzi też do zaniku włośników wytworzonych przez komórki epidermy. Kolejnym etapem starzenia może być przejęcie funkcji tkanki okrywającej przez korę pierwotną, która w takim przypadku nazywana jest egzodermą (podskórnią). Procesowi temu towarzyszy korkowacenie zewnętrznych warstw kory pierwotnej.

### Budowa wtórna

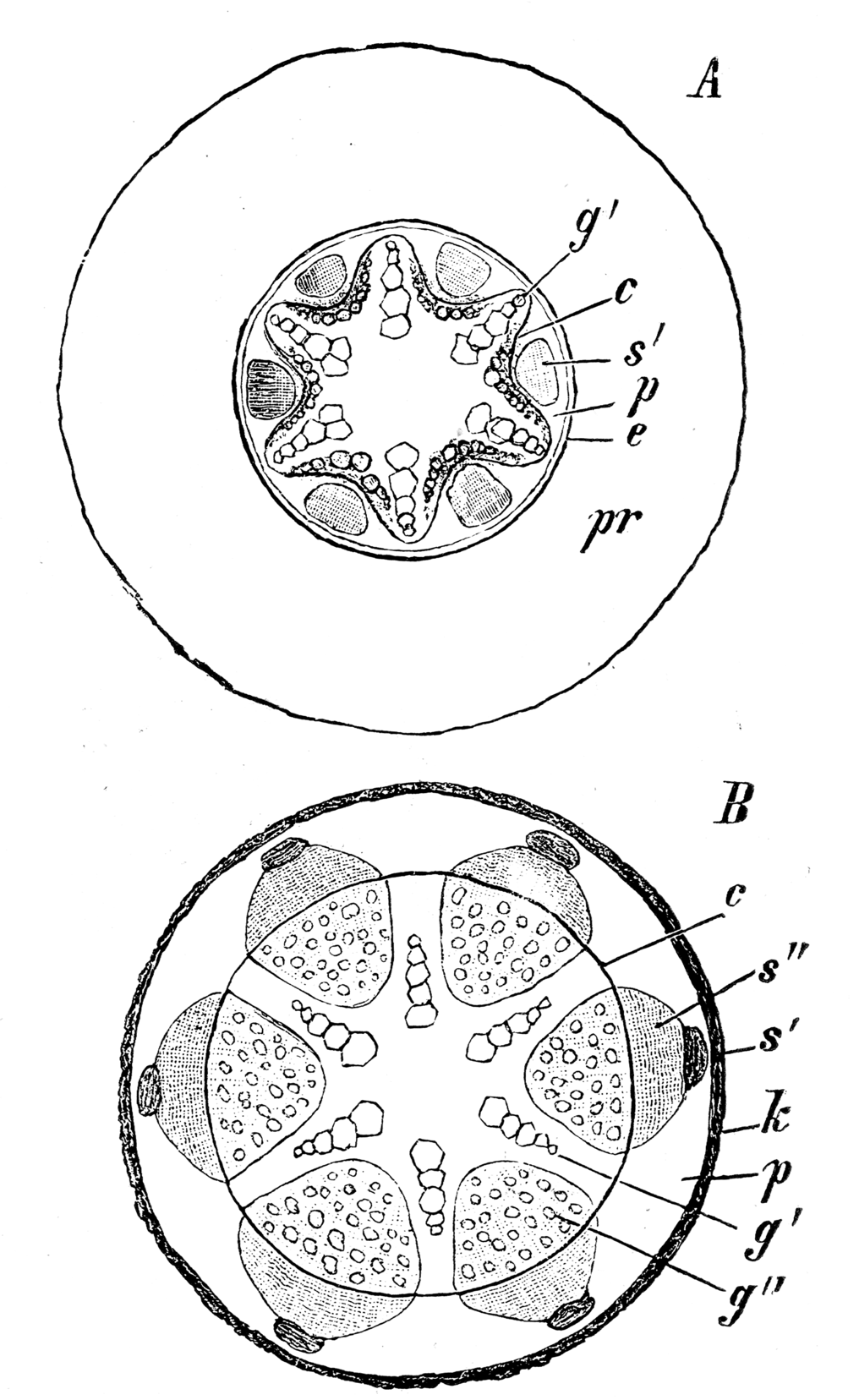
Przyrost wtórny: A – budowa pierwotna, B – budowa wtórna. e – endoderma, c – kambium, g' – drewno pierwotne, s' – łyko pierwotne, p – perycykl, g" – drewno wtórne, s" – łyko wtórne, k – peryderma.

Wzrost korzenia może zakończyć się na powstaniu warstw opisanych wyżej. Jest tak u paprotników i jednoliściennych, których korzenie przez cały okres życia rośliny pozostają cienkie. U nagonasiennych i dwuliściennych często dochodzi do wykształcenia kambium oraz fellogenu i wzrostu grubości korzenia. Kambium powstaje pomiędzy wiązkami łyka i drewna, początkowo ze względu na ułożenie wiązek warstwa kambium jest linią falistą. Jako pierwsze pojawiają się odcinki kambium po wewnętrznej stronie łyka. Intensywne odkładanie komórek drewna wtórnego w tych odcinkach do wnętrza prowadzi do wyrównania linii kambium i przybrania na przekroju poprzecznym kształtu pierścienia. Zwykle kształt pierścienia osiągany jest pod koniec pierwszego roku wzrostu rośliny. Wzrost objętości tkanek przewodzących prowadzi do powiększenia obwodu korzenia. W efekcie rozerwaniu ulega endoderma. W strefach klimatycznych, gdzie wzrost ma charakter sezonowy, dochodzi do powstawania kolejnych słojów drewna i łyka.
Kambium składa się z kilku warstw komórek inicjalnych. Po obu ich stronach, do wnętrza na zewnątrz rośliny obecne są warstwy komórek różnicujących się. Komórki różnicujące się wewnątrz pierścienia kambium stają się drewnem wtórnym. Różni się ono od drewna wtórnego łodygi. U sosny (Pinus) cewki korzenia są dłuższe i osiągają do 10 mm. Ściany komórek są cieńsze, a światło komórki jest większe. W efekcie słoje przyrostu rocznego są słabo widoczne. W tkance jest mniej sklerenchymy w porównaniu z drewnem wtórnym łodygi. W większej ilości występuje miękisz drzewny i promienie rdzeniowe. W wyniku podziałów każdej komórki inicjalnej kambium w płaszczyźnie stycznej (peryklinalnej), powstają dwie komórki, z których jedna zachowuje swoje właściwości, a druga ulega różnicowaniu do drewna lub łyka w zależności od lokalizacji, na zewnątrz, lub do wnętrza pierścienia. Wzrost obwodu korzenia wymusza wzrost obwodu samego kambium. Jest on zwiększany w wyniku podziałów antyklinalnych komórek inicjalnych. Pomiędzy komórkami kambium istnieją niewielkie różnice. Jedne z komórek mają kształt wrzecionowaty, a komórki powstające z ich różnicowania to elementy przewodzące drewna i łyka. Drugi rodzaj komórek to komórki promieniowe o zbliżonych rozmiarach w każdym z kierunków. Z tych komórek powstają komórki miękiszu drzewnego i łykowego pełniące funkcję spichrzową lub też tworzące promienie drzewne i łykowe. System promieni miękiszowych zapewnia transport substancji pokarmowych i wody na małe odległości, z zewnętrznych warstw korzenia do wnętrza i odwrotnie.
Wzrost korzenia na grubość prowadzi także do rozerwania ryzodermy oraz kory pierwotnej. Funkcję okrywającą przejmuje korkowica. Za jej wytworzenie odpowiedzialny jest drugi merystem wtórny korzenia fellogen. Tkanka ta może powstawać w wyniku podziałów komórek perycyklu lub też u niektórych roślin komórek kory pierwotnej. Możliwe jest tworzenie u jednej rośliny warstwy perydermy z komórek kory pierwotnej oraz z komórek perycyklu. Komórki powstające w wyniku podziałów peryklinalnych pierścienia fellogenu i znajdujące się na zewnątrz pierścienia ulegają korkowaceniu i zamierają. Rzadsze podziały po wewnętrznej stronie prowadzą do powstania komórek różnicujących się w miękisz tworzący fellodermę. Pierścień fellogenu zwiększa także swój obwód poprzez podziały antyklinalne komórek inicjalnych.

## Systemy korzeniowe

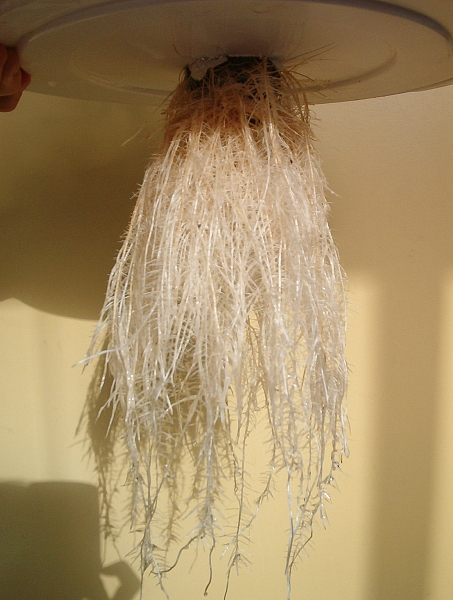
System korzeniowy rośliny uprawianej metodą hydroponiczną

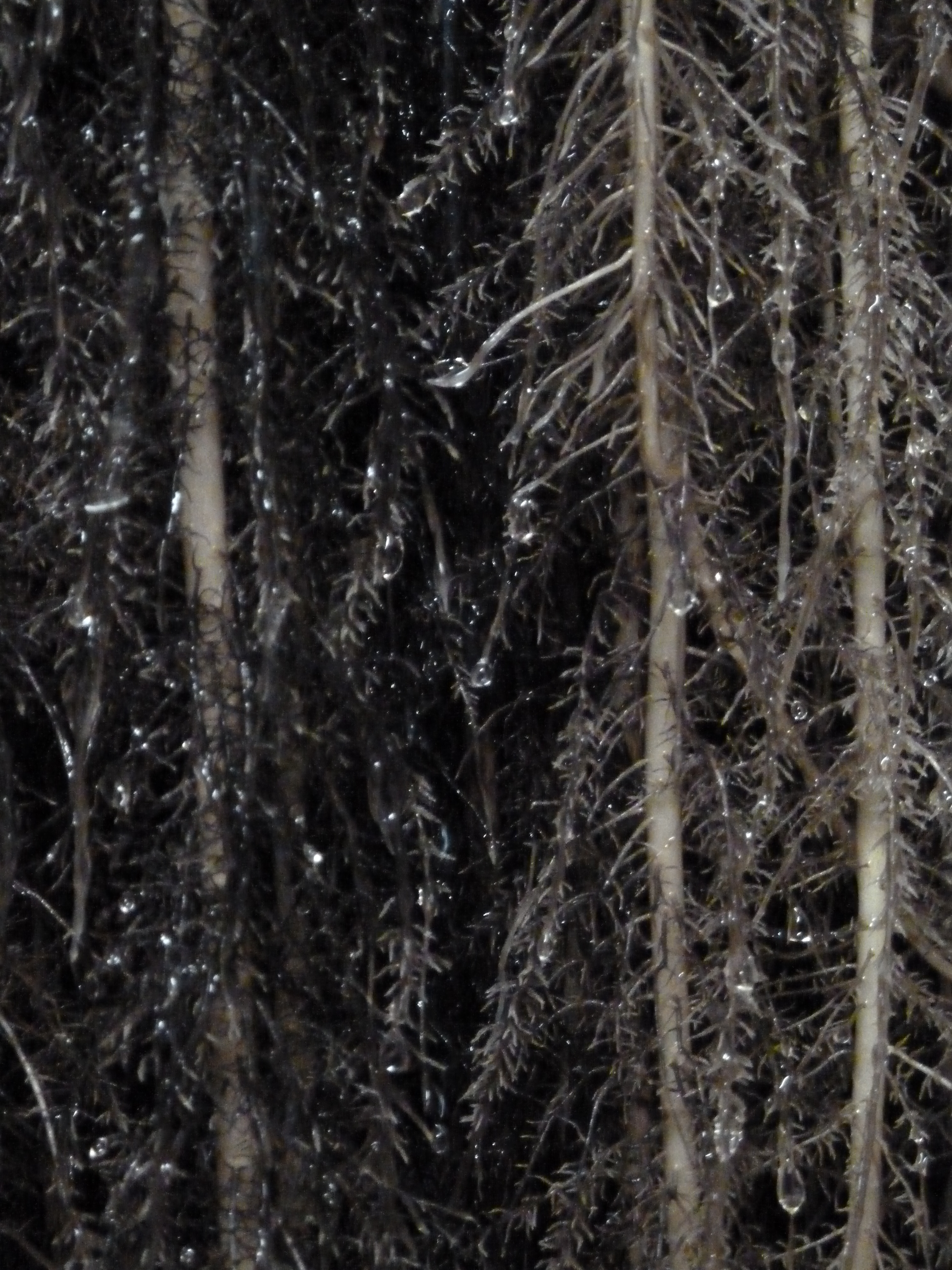
Osiowy system korzeniowy

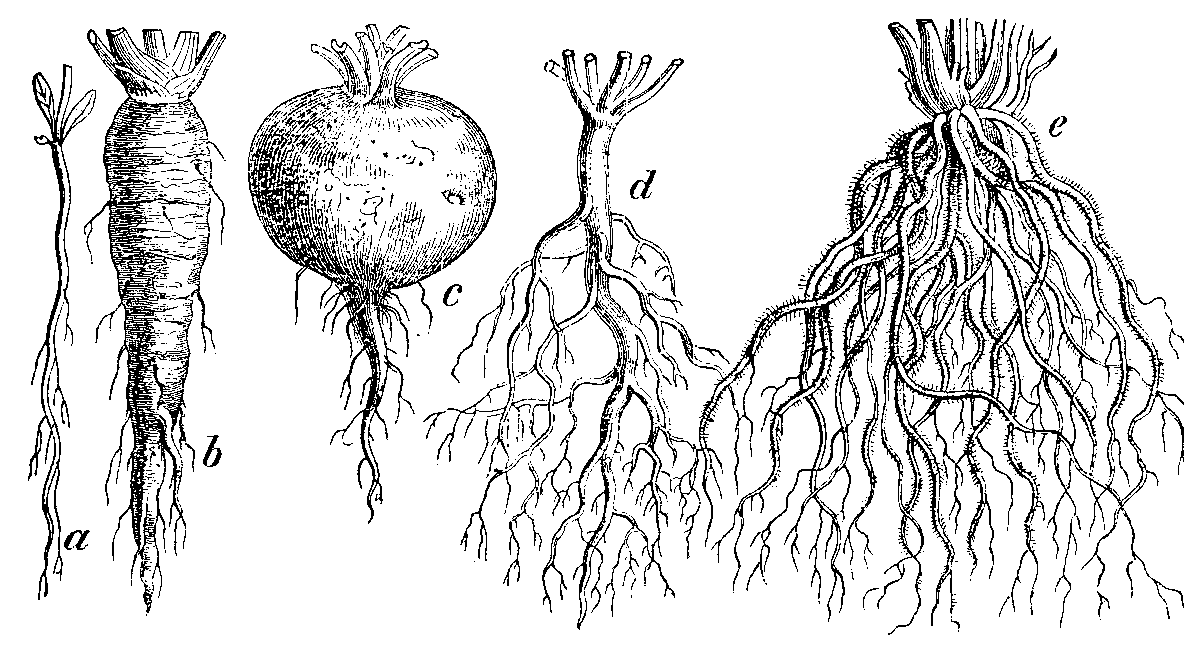
Systemy korzeniowe roślin: a–d – korzenie palowe, e – system wiązkowy

Rozkład korzeni w podłożu jest uzależniony od wielu czynników i w znaczący sposób wpływa na produktywność nadziemnej części rośliny.
Z zawiązka korzenia wyrasta korzeń główny będący zazwyczaj przedłużeniem pędu rosnącym pionowo w dół. Wzrost następuje w części wierzchołkowej, a boczne odgałęzienia, zwane korzeniami bocznymi, powstają wewnątrz korzenia głównego (endogenicznie). Korzenie boczne rosną ukośnie lub poziomo i rozgałęziają się dalej na korzenie boczne drugiego, trzeciego rzędu podobnie jak korzeń główny. System korzeniowy tak zbudowany nazywany jest osiowym, a jeśli korzeń główny jest grubszy od innych, nazywany jest palowym. Gdy korzeń główny wcześnie przestaje rosnąć lub zanika – rozwija się pęk korzeni bocznych, ewentualnie pęk korzeni wyrastających wprost z łodygi (korzenie przybyszowe). Taki system korzeniowy nazywany jest wiązkowym. Ogólny schemat budowy systemu korzeniowego ulega rozmaitym modyfikacjom funkcjonalnym u różnych grup ekologicznych roślin. W obrębie systemu korzeniowego zwykle istnieje zróżnicowanie anatomiczne, fizjologiczne i morfologiczne. Zróżnicowanie morfologiczne korzeni nasi nazwę heteroryzji.
Kształty korzenia głównego
- burakowaty – wyraźnie zgrubiały w pobliżu nasady, nagle zwężający się u dołu,
- stożkowaty – najgrubszy u nasady, stożkowato zwężający się u dołu,
- walcowaty – na całej długości ma zbliżoną średnicę,
- wrzecionowaty – rozszerzony w części środkowej, zwężający się u dołu i góry.

Ze względu na sposób pobierania wody dzielone są na systemy korzeniowe na intensywne, ekstensywne i powierzchniowe.
- System intensywny występuje u jednoliściennych, zwłaszcza traw i cechuje się obecnością bardzo licznych i silnie rozgałęzionych korzeni przybyszowych. Korzenie takie pobierają duże ilości wody z niewielkiej objętości podłoża. Mimo stosunkowo niewielkiej długości poszczególnych korzeni, ich sumaryczna długość może sięgać wielu kilometrów.
- System ekstensywny jest typowy dla większości dwuliściennych. Korzeń główny i boczne są miernie rozgałęzione, przerastają dużą objętość gleby, ale wykorzystują ją w sposób niezbyt ekonomiczny. Korzenie są długie i osiągają kilkadziesiąt metrów długości.
- System powierzchniowy jest charakterystyczny dla sukulentów. Jest rozległy, ale bardzo płytki. Drobne korzenie w czasie suszy zasychają i wyrastają na nowo w przypadku zwilżenia podłoża[17].

Pomimo istnienia warunkowanego genetycznie generalnego układu korzeni, system korzeniowy wykazuje dużą plastyczność, dostosowując się do niejednorodnych warunków panujących w podłożu. W miejscach, gdzie ilość składników pokarmowych jest wyższa, następuje zagęszczenie systemu korzeniowego poprzez powstanie dodatkowych rozgałęzień bocznych. Rozwój systemu korzeniowego oznacza zwiększenie jego biomasy. Koszt rozbudowy systemu korzeniowego w kierunku zasobów substancji mineralnych musi być zrównoważony korzyściami z wchłonięcia dodatkowych soli mineralnych. W przeciwnym wypadku rozwój całego organizmu roślinnego zostanie zahamowany. Szereg doświadczeń na jęczmieniu zwyczajnym (Hordeum vulgare) wykazał, że przydział asymilatów niezbędnych do wydłużania i rozgałęziania korzeni zależy od dostępności fosforu oraz jonów NH+
4 i NO−
3, jednak nie od zawartości jonów K+
. Jednakże wyniki doświadczeń na innych gatunkach nie potwierdzają wniosków dla azotu. Prawdopodobnie gęstość systemu korzeniowego jest ważna dla jonów mało ruchliwych, takich jak fosforany i ma mniejsze znaczenia dla jonów łatwo przemieszczających się w glebie. Zrozumienie mechanizmów wpływających na rozwój systemu korzeniowego jest ważne ze względów naukowych, gospodarczych i środowiskowych. Tworzone są matematyczne modele, które mają odwzorować procesy zachodzące podczas naturalnego wzrostu korzeni. Kluczowe dla przewidywania kształtu architektury systemu korzeniowego okazały się stężenia i transportu wewnątrz organów hormonów roślinnych: auksyn, cytokinin, giberelin, kwasu abscysynowego. Najważniejsze w regulacji rozwoju korzenia okazały się auksyny. Druga grupa czynników to regulacja genetyczna. Duża część poznanych genów regulujących proces rozwoju systemu krzewionego to geny wpływające na syntezę hormonów roślinnych, bądź kodujących receptory wrażliwe na te hormony. Wzajemny wpływ na morfologię korzeni i grzybni istnieje u gatunków tworzących mikoryzę. Zjawisko to dotyczy 95% roślin. Między partnerem roślinnym i grzybowym istnieje swoisty dialog molekularny, polegający na wymianie informacji poprzez wydzielanie substancji sygnałowych. Rośliny informują o położeniu korzeni, wydzielając związki należące do flawonoidów i polifenoli. Mniej wiadomo o sygnałach przekazywanych przez komponent grzybowy. Przypuszcza się, że grzyby stosują w komunikacji długodystansowej fitohormony, głównie cytokininy. Interakcje obejmują poza morfologią także wyłączenie reakcji odpornościowej korzeni roślin, syntezy fitoaleksyn czy chitynaz. Nie zostało rozstrzygnięte, czy grzyby mikoryzowe nie wywołują reakcji obronnej, czy też wyłączają ją, przesyłając odpowiedni sygnał.
Bardzo głęboko sięgającymi korzeniami cechują się suchorośla siedlisk pustynnych. Korzenie tamaryszków sięgają do ponad 30 m głębokości, jadłoszynu do 8 m, trawa ościca kłująca Aristida pungens ma korzenie o długości 20 m. Korzenie takich roślin cechują się bardzo dużą siłą ssącą, np. u Atriplex confertifolia sięgającą 153 atmosfer.

## Funkcje korzeni
Najważniejsze i najczęściej spotykane funkcje korzeni to dostarczanie roślinie wody wraz z substancjami odżywczymi oraz przytwierdzenie rośliny. W korzeniu zachodzi wiele reakcji ważnych dla metabolizmu rośliny. Szacuje się, że 15–27% substancji organicznych rośliny jest wytwarzanych w korzeniu. Zdolność wchłaniania wody mają głównie drobne młode korzenie. Korzenie z wtórnym przyrostem pełnią funkcję transportową, która jest szczególnie ważna w rozbudowanych systemach korzeniowych. Do korzeni trafia od 5% do 20% węgla organicznego zasymilowanego w wyniku fotosyntezy. W korzeniu syntetyzowanych jest wiele substancji regulatorowych takich jak auksyny, cytokininy, gibereliny, kwas abscysynowy, jasmoniany i poliaminy. W przypadku cytokinin i kwasu abscysynowego korzeń jest głównym miejscem syntezy tych związków. Związki regulatorowe przenoszone są przez drewno do części nadziemnej wpływając na morfogenezę całej rośliny. Korzenie uczestniczą również w odbieraniu informacji ze środowiska, a także modyfikują środowisko glebowe poprzez dostarczanie do niego dodatkowych związków chemicznych. Statolity obecne w centralnych komórkach czapeczki korzeniowej umożliwiają odbiór informacji o kierunku działania siły ciążenia. Korzeń główny wykazuje geotropizm dodatni, korzenie boczne pierwszego rzędu diageotropizm albo plagiogeotropizm. Korzenie wyższych rzędów są ageotropiczne. Zwykle korzenie wykazują fototropizm ujemny oraz szereg chemotropizmów pozwalających na wzrost w kierunku zasobów niezbędnych dla roślin, najważniejszym z nich jest hydrotropizm. Eskudaty korzeniowe zmieniają rozpuszczalność soli mineralnych, wpływają pozytywnie lub negatywnie na rozwój innych organizmów obecnych w glebie, przede wszystkim bakterii, grzybów i owadów. Ważny ekologicznie jest też udział korzeni w tworzeniu związków mutualistycznych, głównie mikoryzy oraz brodawek korzeniowych.
U roślin wieloletnich korzenie pełnią także funkcję spichrzową, u niektórych gatunków służą do rozmnażania wegetatywnego, rzadko odgrywają ważną rolę w układzie wentylacyjnym roślin lub nawet pełnią funkcję asymilacyjną.
Uczestniczenie korzeni w rozmnażaniu wegetatywnym jest stosunkowo rzadkie, w naturze ustępując wśród organów podziemnych rozłogom i kłączom. Rośliny potomne mogą powstawać z odrostów korzeniowych (np. u osiki i robinii akacjowej), z bulw korzeniowych (np. dalia), czasem przystosowanych do rozmnażania w formie łatwo odpadających od rośliny macierzystej rozmnóżek (np. ziarnopłon wiosenny). Inaczej jest w przypadku działalności ogrodniczej, podczas której wykorzystywana jest powszechnie zdolność wytwarzania korzeni przybyszowych z fragmentów pędów do tworzenia sadzonek.

### Zaopatrywanie w wodę i w sole mineralne
Woda pobierana jest przez ryzodermę (skórkę korzenia), zwłaszcza włośniki. Następnie przez korę pierwotną przenoszona jest głównie drogą apoplastyczną. Przenikając przez cienkościenne komórki przepustowe w śródskórni i przez warstwę okolnicy trafia do naczyń i cewek, którymi jest transportowana w górę pędu. Ze względu na obecność w ścianach komórkowych śródskórni ligniny i suberyny przenoszenie wody odbywa się z udziałem symplastu. Transport wody w górę pędu następuje w wyniku parcia korzeniowego oraz transpiracji. Pierwszy z procesów umożliwia zaopatrzenie w wodę między innymi młodych, bezlistnych jeszcze roślin. W drugim wypadku woda parująca z powierzchni rośliny warunkuje istnienie ciągłego strumienia wody płynącego przez roślinę. Wraz z wodą roślina pobiera rozpuszczone w niej sole mineralne ważne dla jej metabolizmu.
Pobór wody powinien nadążać za jej utratą następującą głównie przez szparki i przetchlinki, bowiem rośliny zdolne są do wzrostu tylko przy dodatnim bilansie wodnym. W praktyce zarówno system pobierający wodę, jak i przewodzący są mało sprawne w stosunku do wymagań transpiracji, nawet gdy woda w siedlisku rośliny występuje obficie. U wielu roślin stwierdza się w ciągu godzin dziennych znaczny ubytek wody, sięgający 40% świeżej masy. Szczególnie niekorzystnym bilansem związanym z dysproporcją między rozwojem ulistnionego pędu i systemu korzeniowego cechują się rośliny młode. W miarę wzrostu systemu korzeniowego rośliny zwiększają odporność na suszę. Ilość wody pobieranej i transpirowanej przez rośliny jest bardzo zmienna w zależności od ich wielkości i gatunku, np. kukurydza transpiruje 2 litry wody dziennie, a dąb już 570 litrów.
Korzenie są pierwszym organem, do którego wnikają pobierane z wodą przez roślinę substancje. W niektórych przypadkach stwierdzono w nich akumulację metali ciężkich, co sugeruje istnienie mechanizmów zmniejszających ryzyko zatrucia rośliny. Również już w korzeniach następuje przekształcanie bardziej toksycznych form azotu (amonowych) w formy organiczne, podczas gdy mniej toksyczne, jak azotany są transportowane do kolejnych organów w niezmienionej postaci.
Rośliny wodne pobierają swobodnie wodę z otoczenia. Wykształcenie korzeni umożliwiających pobieranie wody z gleby stanowi przystosowanie do warunków lądowych.

### Umocowanie rośliny w podłożu
Z nielicznymi wyjątkami (hydrofity biernie pływające na powierzchni wody) rośliny są trwale przytwierdzone do gleby. Rozchodzące się we wszystkie kierunki, silnie rozgałęzione korzenie zabezpieczają roślinę przed wyrwaniem przez wiatr, przez ruchy cząstek podłoża (np. wydm), przed wypłukaniem przez wodę.
System korzeniowy roślin drzewiastych rozwija się asymetrycznie, dostosowując się do przeważających dla lokalizacji kierunków wiatru. Duże znaczenia dla stabilności drzew ma głębokość, do jakiej docierają korzenie. Jednak ograniczeniem wzrostu w głąb podłoża jest często zwierciadło wód podziemnych. Korzenie kotwiczące drzewo w wyniku przyrostu wtórnego uzyskują zwiększoną gęstość w swej części górnej oraz w pionie. W efekcie układ zagęszczonych elementów korzenia przypomina na przekroju belkę T, po stronie zawietrznej. Po stronie nawietrznej dochodzi do zagęszczenia, które na przekroju przypomina belkę I. Rośliny drzewiaste o palowym systemie korzeniowym wzmacniają swoje korzenie głównie w wyniku drewnienia. Dodatkowo, aby zapewnić sobie mocowanie w podłożu mogą wytwarzać dodatkowe korzenie podporowe (np. kukurydza wytwarza krąg wzmocnionych korzeni przybyszowych). Dodatkowe korzenie tworzą naturalny system przyporowy.

### Gromadzenie substancji zapasowych
U roślin wieloletnich korzeń służy zwykle do magazynowania substancji pokarmowych przenoszonych z części pędowej w trakcie okresu wegetacyjnego, niezbędnych przy ponownym rozwoju pędu po okresie spoczynku. Funkcje spichrzowe pełni w korzeniu tkanka miękiszowa kory pierwotnej, drewna lub łyka. W skrajnych przypadkach wykształcają się korzenie specjalnie zmodyfikowane do pełnienia tej funkcji zwane spichrzowymi.

### Korzenie wyspecjalizowane

#### Korzenie oddechowe
Korzenie oddechowe (pneumatofory) to wyrastające pionowo w górę odgałęzienia korzeni podziemnych rosnących równolegle do powierzchni gruntu. Mogą osiągać wysokość nawet do półtora metra nad powierzchnię gruntu, chociaż zwykle wystają na 10–15 cm i mają 0,5–2 cm grubości. Wyrastają z długich korzeni przewodzących. Pneumatofory mają dobrze rozwinięty miękisz powietrzny (aerenchymę), którego cechą charakterystyczną jest silny rozwój przestworów międzykomórkowych tworzących ciągły system kanałów powietrznych umożliwiających dostarczenie do komórek tlenu niezbędnego do procesów oddychania. Miękisz powietrzny może stanowić do 70% objętości korzenia oddechowego. Korzenie oddechowe występują u niektórych roślin klimatu ciepłego rosnących na terenach bagnistych, gdzie podłoże jest ubogie w tlen, ponieważ słabo rozpuszcza się on w wodzie. Występują także u gatunków należących do rodzajów: Laguncularia, Avicennia, Bruguiera, Xylocarpus oraz Sonneratia. Część korzenia znajdująca się pod wodą pokryta jest trudno przepuszczalną dla gazów warstwą epidermy i hipodermy. W efekcie promieniowa utrata tlenu (ROL – ang. radial oxygen loss) przez korzenie takich roślin jest bardzo niska.

#### Korzenie podporowe
Korzenie podporowe stabilizują roślinę rosnącą na grząskim podłożu. Są to korzenie przybyszowe ukośnie wrastające w ziemię, wyrastające z łodygi z różnych wysokości nad ziemią. Występują najczęściej u drzew i krzewów rosnących na terenach podmokłych, zwłaszcza w tropikalnych lasach deszczowych i namorzynach. W lasach tropikalnych umożliwiają stabilizację mechaniczną i szybki wzrost w warunkach zacienienia, gdy lokowanie zasobów w korzeniu podziemnym oraz pniu w początkowej fazie wzrostu jest utrudnione. U gatunków namorzynowych rozwój systemu korzeniowego w podłożu jest ograniczony ze względu na panujące w nim warunki beztlenowe. Częściowe odsłonięcie korzeni zapewnia lepszy dostęp do tlenu. Obecność korzeni podporowych pozwala osiągnąć relatywnie wysoki wzrost przy małej średnicy pnia. Zapewniają także kontynuowanie wzrostu na wysokość po częściowym zmieszczeniu drzewa. Kukurydza wykształca około 20–30 korzeni tworzących pierścień, wyrastających z podstawy łodygi i solidnie mocujących roślinę w podłożu. Korzenie te mogą znajdować się w całości w podłożu lub częściowo nad podłożem, jednak w obu przypadkach ich budowa jest taka sama. Szczególną formą korzeni podporowych są korzenie szkarpowe – spłaszczone bocznie (w polskiej florze takie korzenie wykształca wiąz szypułkowy rosnący na siedliskach łęgowych).

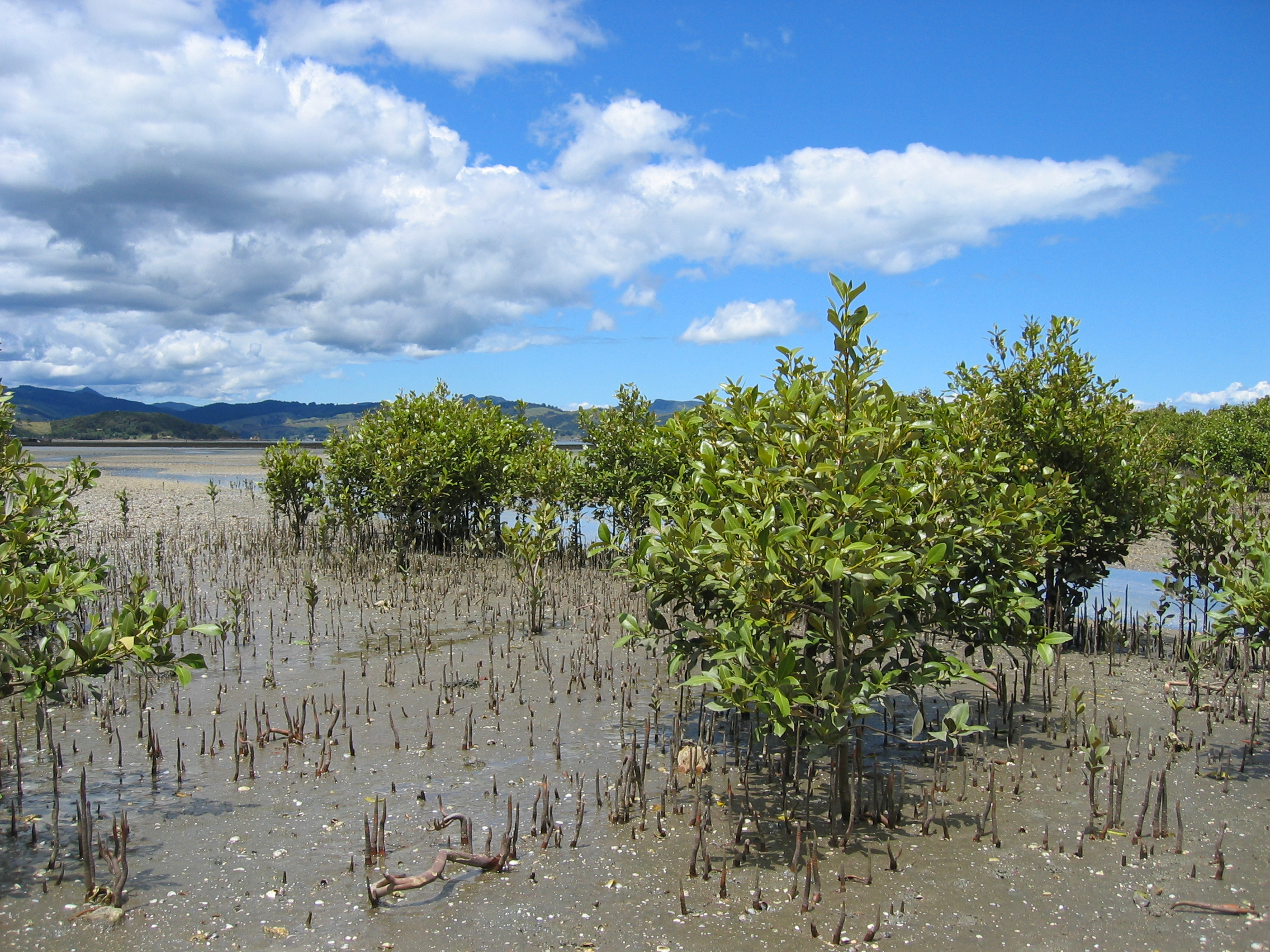
Pneumatofory Avicennia resinifera w namorzynach
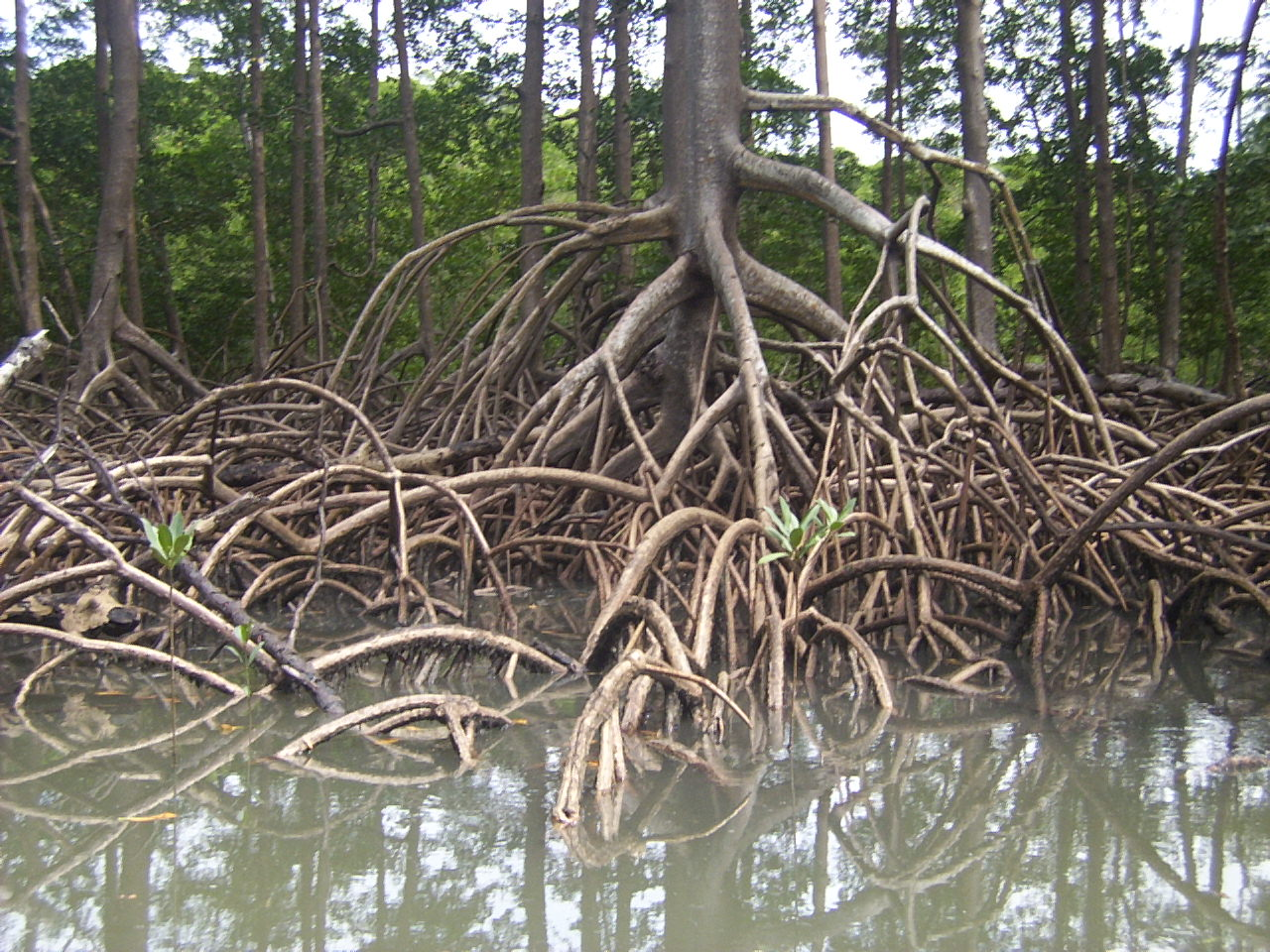
Korzenie podporowe roślin namorzynowych
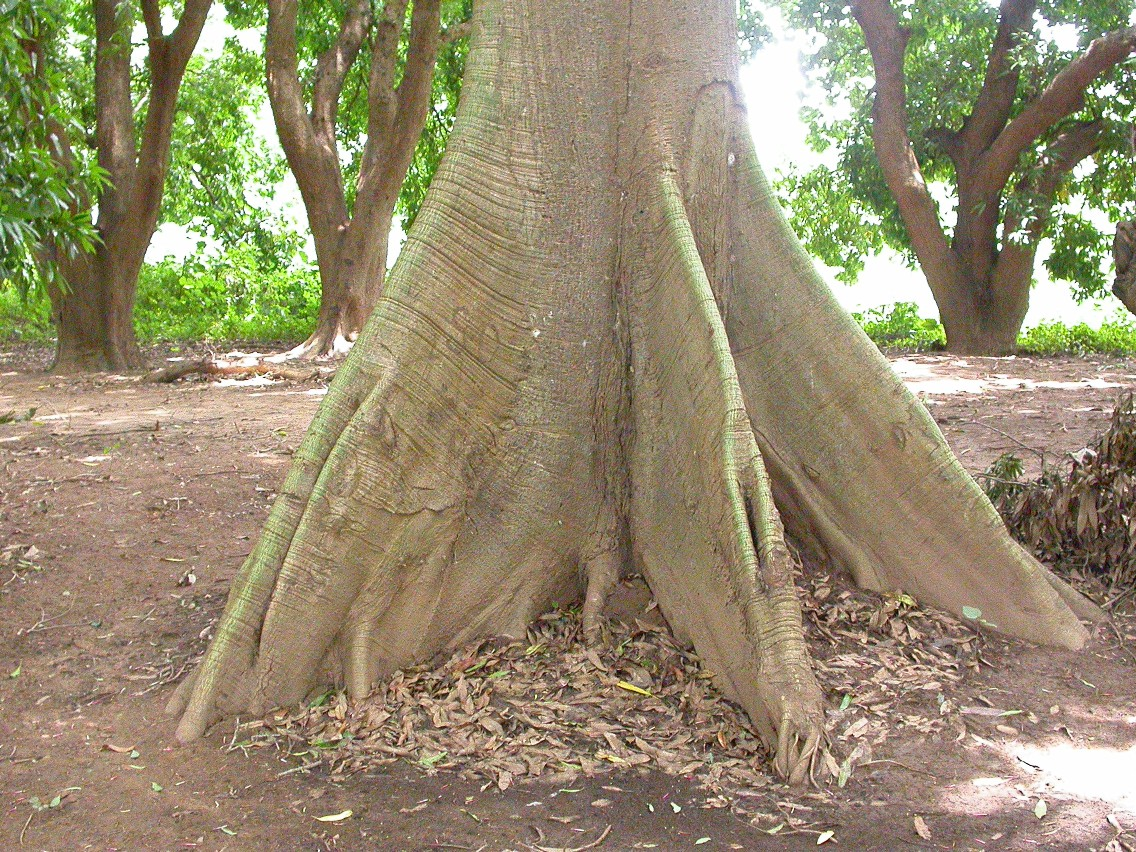
Korzenie szkarpowe puchowca pięciopręcikowego

#### Korzenie spichrzowe
Korzenie spichrzowe (bulwy korzeniowe) pełnią funkcję organów magazynujących substancje pokarmowe. Są grube i mięsiste – charakteryzują się silnie rozrośniętym miękiszem spichrzowym w korzeniu głównym lub w korzeniach przybyszowych. Są często mylone z bulwami pędowymi (zwłaszcza powstającymi na podziemnych rozłogach jak u ziemniaka i słonecznika bulwiastego) oraz z bulwami hipokotylowymi. W tym drugim przypadku funkcje spichrzowe pełni hipokotyl, który często łączy się z korzeniem spichrzowym (np. u marchwi zasadniczą część organu spichrzowego stanowi korzeń). W korzeniach spichrzowych funkcję magazynującą pełni część korzenia, która ulega zgrubieniu. U marchwi zgrubienie powstaje w wyniku rozbudowania warstwy łyka wtórnego. Warstwa ta składa się głównie z komórek miękiszowych, zawierających materiały zapasowe. Z kolei u rzodkiewki podczas przyrostu wtórnego korzenia rozbudowana zostaje warstwa drewna wtórnego. Także tutaj drewno składa się głównie z komórek miękiszowych z materiałami zapasowymi. W wyjątkowy sposób rozwija się spichrzowa część korzenia buraka. Przyrost wtórny rozpoczyna się od powstania warstwy kambium i wytworzenia pierścieni drewna i łyka. W trakcie przyrostu wtórnego powstają jednak kolejne warstwy kambium, na zewnątrz od pierwszego pierścienia. Warstwy te odkładają w obu kierunkach głównie komórki miękiszowe, jedynie w pewnych odstępach różnicują się wiązki łyka i drewna. Na przekroju zgrubiałego korzenia buraka widoczne są pierścienie wiązek przewodzących, powstałych z kilku warstw kambium. Część korzenia marchwi, rzodkiewki czy buraka położona poniżej zgrubienia, pełniącego funkcję organu spichrzowego, jest dość cienka i może sięgać nawet do 1 m głębokości. Właściwe bulwy korzeniowe obecne są np. u dalii, ziarnopłonu wiosennego, gółki i wielu innych storczykowatych.

#### Korzenie czepne
Korzenie czepne to korzenie przybyszowe wyrastające z łodygi pnączy i ułatwiające wspinanie się po podporach. Korzenie takie obecne są na przykład u bluszczu pospolitego. Mają od 1 do 15 mm długości, są silnie rozgałęzione i wciskają się w szczeliny podpory. Włośniki wydzielają substancje o wyjątkowo dużej przyczepności. Odmienna jest także orientacja włókien celulozowych w ścianach komórkowych takich korzeni. Rozkład włókien zapewnia zwiększoną wytrzymałość mechaniczną. Jeżeli jednak wyrastający korzeń przybyszowy napotka podłoże nadające się do wzrostu, jego system staje się luźny jak u zwykłych korzeni. U figowca pnącego korzenie czepne inicjowane są parami, wyrastając po obu stronach wiązki przewodzącej. Podobnie jak u bluszczu liczne włośniki wytwarzają substancje białkowe i polisacharydowe, które po wyschnięciu zapewniają trwałe przytwierdzenie do podpory.

#### Korzenie roślin pasożytniczych
Korzenie roślin pasożytniczych (ssawki lub haustoria) wykształciły się u roślin pobierających substancje pokarmowe, wodę i sole mineralne z innych roślin (rośliny pasożytnicze, takie jak np. zaraza, kanianka, łuskiewnik) lub też pobierających jedynie wodę i sole mineralne a przeprowadzających fotosyntezę samodzielnie (półpasożyty, takie jak np. jemioła, pszeniec i świetlik). Półpasożyty korzeniowe wytwarzają słabo rozwinięty system korzeniowy z wyrostkami, które po zetknięciu z korzeniem odpowiedniego gospodarza wrastają do jego wnętrza. Tymczasem pasożyty korzeniowe mogą rozwinąć się tylko wtedy, gdy nasiono znajdzie się w bezpośrednim kontakcie z odpowiednim żywicielem. W przypadku pasożytów łodygowych, ich korzenie wrastają do warstwy korowej gospodarza i dlatego zwane są one korowymi. Inne pasożyty łodygowe tworzą na powierzchni pędu gospodarza korzenie zgrubiałe w formie przyssawki, zwane ekstramatrykalnymi, z których wyrastają ssawki wrastające do wnętrza żywiciela. Wzrost ssawek wewnątrz organizmu gospodarza jest możliwy dzięki wydzielaniu enzymów rozkładających blaszki środkowe i ściany komórkowe w jego tkankach. W zależności od gatunku rośliny pasożytniczej ssawki łączą się z ksylemem, floemem lub powierzchnią tkanki miękiszowej rośliny gospodarza. Możliwe są także kombinacje wymienionych połączeń. Bliski kontakt tkanek pasożyta i żywiciela umożliwia temu pierwszemu pobieranie roztworu przemieszczanego przez drewno lub floem. Wykształcenie ssawek zapewnia fizjologiczny pomost między gospodarzem a żywicielem. Możliwe jest nawet powstanie międzygatunkowych plazmodesm. Obecność korzeni żywiciela wykrywana jest przez rośliny pasożytnicze w wyniku wydzielania do gleby strigolaktonów – substancji, które zwykle służą do komunikacji roślin z grzybami tworzącymi mikoryzę arbuskularną.

#### Korzenie asymilacyjne
Korzenie asymilacyjne to korzenie przybyszowe, które przyjęły funkcję organów asymilacyjnych. Najczęściej spotykane u epifitów (form wykorzystujących inne rośliny jako podłoże), np. u przedstawicieli storczykowatych. Zdolność przeprowadzania fotosyntezy mogą wykazywać także pneumatofory mangrowców oraz korzenie podporowe palm. Zawartość chlorofilu w korzeniach asymilacyjnych 12 zbadanych gatunków storczykowatych wyniosła od 30% do 119% jego zawartości w liściach. Najczęściej jednak wydajność fotosyntezy netto dla korzeni nie osiąga wartości dodatnich. Korzenie storczykowatych zwykle przeprowadzają fotosyntezę typu CAM. Rośliny z rodziny zasennikowatych oraz przedstawiciele storczykowatych z rodzajów Campylocentrum, Dendrophylax, Taeniophyllum są bezlistni, a korzenie przejęły funkcję dostarczania tym roślinom związków organicznych. Korzenie asymilacyjne mogą być taśmowate lub płatowate.

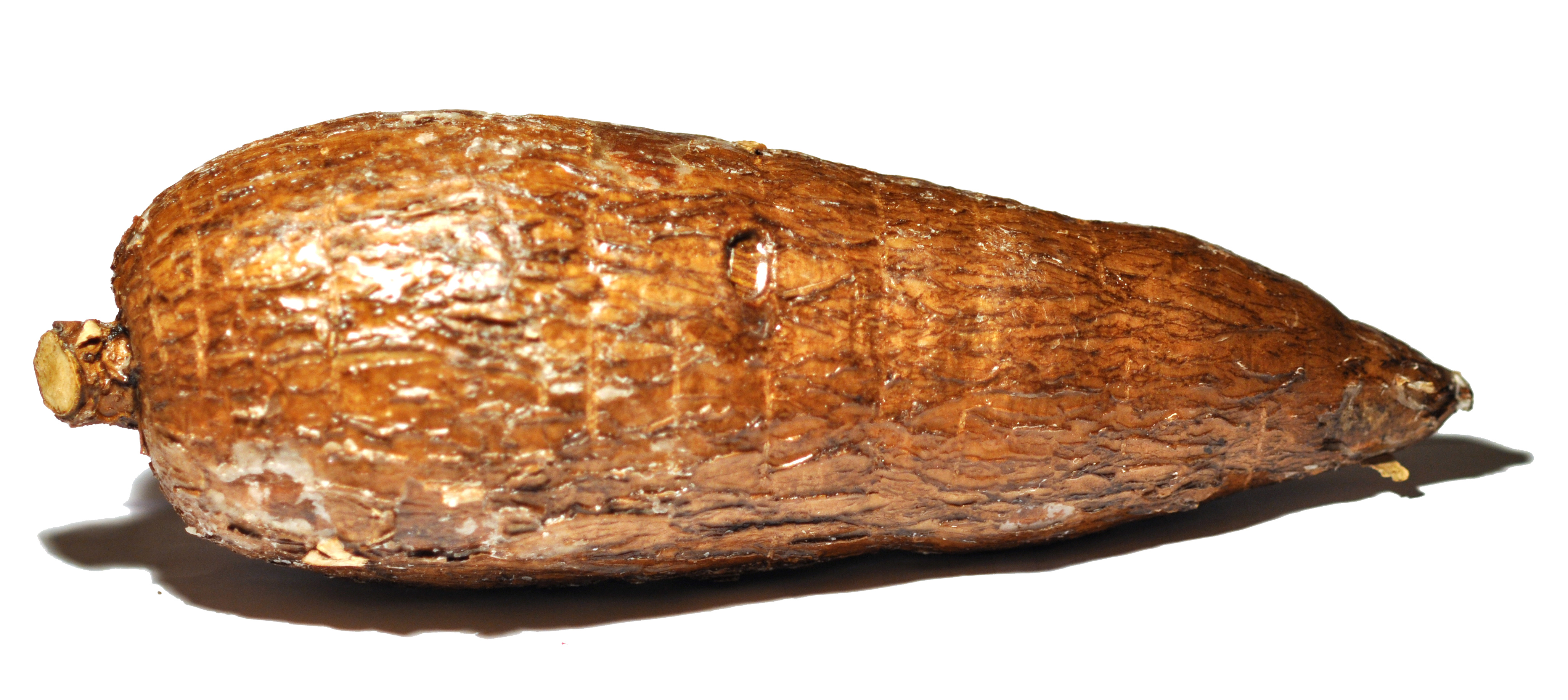
Korzeń spichrzowy manioku jadalnego
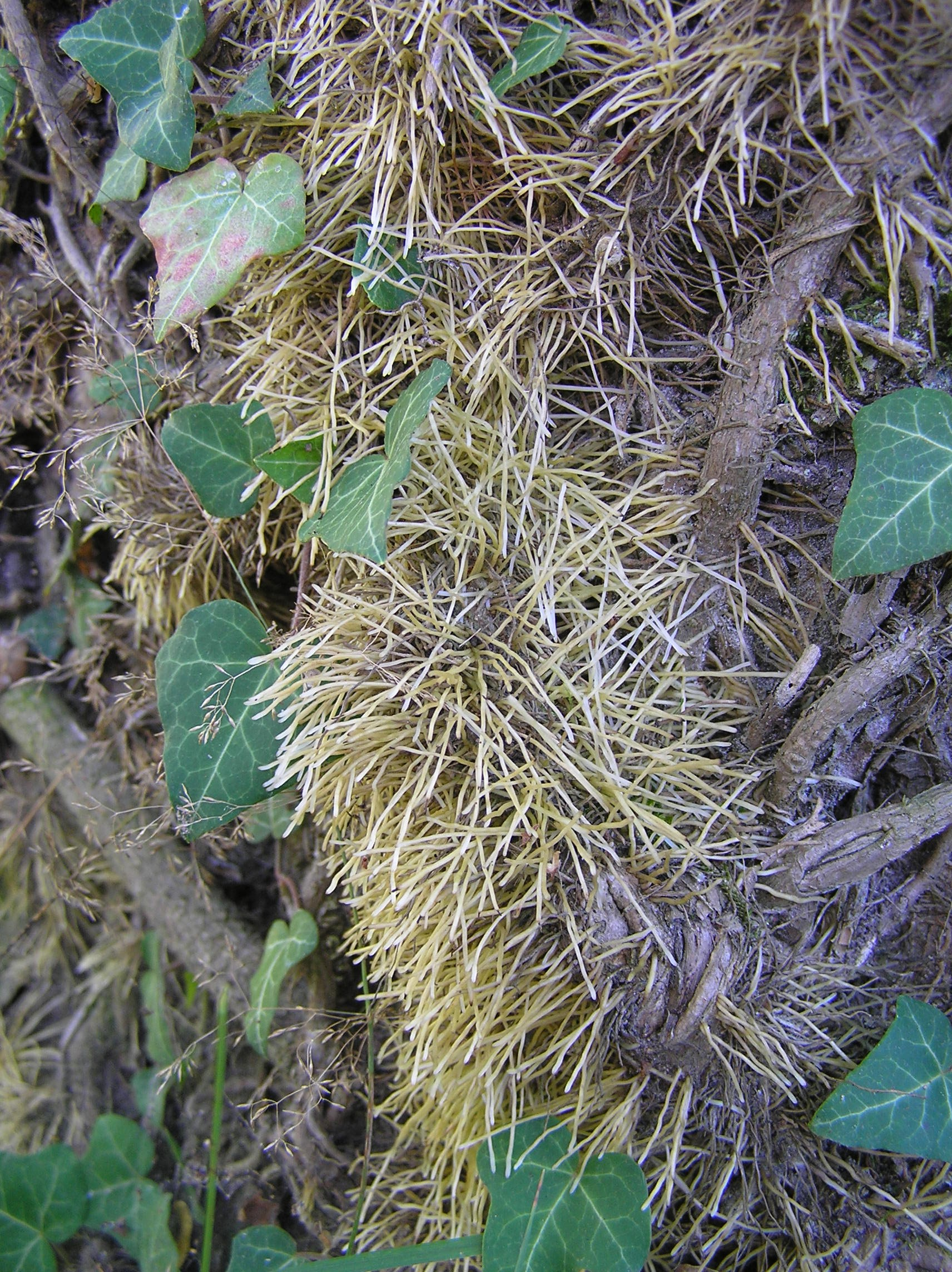
Korzenie czepne bluszczu pospolitego
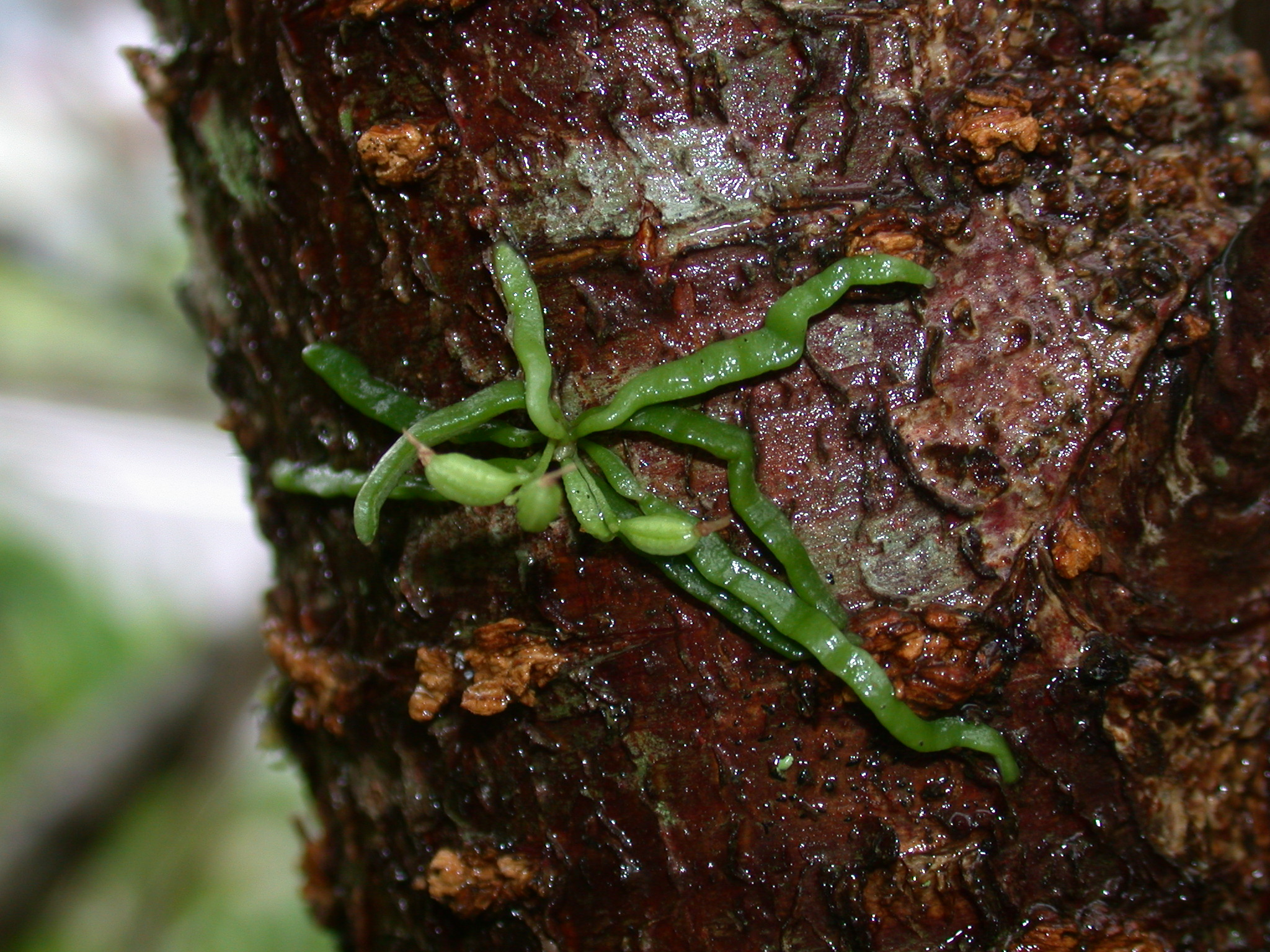
Korzenie powietrzne storczykowatych często pełnią funkcję organów asymilacyjnych

#### Korzenie kurczliwe
Korzenie kurczliwe występują u roślin kiełkujących na powierzchni ziemi z nasion, których pędy (kłącza, cebule, skrócone łodygi) rozwijają się pod powierzchnią gruntu. Umożliwiają roślinom wytwarzającym takie organy umieszczenie ich na odpowiedniej głębokości w glebie, tak aby w stanie spoczynku mogły bezpiecznie przetrwać zimę, okres suszy lub gorąca. Ruch organu przetrwalnikowego, w wyniku wciągania go przez korzenie kurczliwe, może być zarejestrowany dzięki wykonywanym cyklicznie fotografiom. W jednym sezonie wegetacyjnym roślina może zagłębić się o 20 cm. Korzenie kurczliwe występują u okrytonasiennych oraz niektórych gatunków paprotników. Stanowią u takich roślin jedynie część ich ogólnej liczby korzeni. Skurcz jest efektem zmian w komórkach miękiszowych kory pierwotnej. Komórki te wydłużają się radialnie, jednocześnie zmniejszając swoją długość wzdłuż osi korzenia. Zewnętrzne warstwy kory pierwotnej oraz epidermy nie zmieniają kształtu i w efekcie zmian w głębszych warstwach powstają na nich fałdy. Zagęszczeniu ulegają także tkanki steli. Przyjmuje się, że reakcje w obrębie steli mają charakter pasywny.

#### Korzenie powietrzne
Korzenie powietrzne spotykane są u roślin rosnących w klimacie tropikalnym, głównie u epifitów. Służą do pobierania wody z opadów i pary wodnej. U figowców korzenie powietrzne po zetknięciu z gruntem rozpoczynają przyrost wtórny na grubość, pojawia się w nich drewno tensyjne i stają się korzeniami podporowymi. Korzenie powietrzne storczykowatych, arekowatych, liliowatych, pochrzynowatych, krąpielowatych, amarylkowatych i komelinowatych pokryte są welamenem, tworzonym przez jedną lub wiele warstw komórek. Tkanka ta składa się z martwych komórek, które mają przekrój poprzeczny wielokątny, eliptyczny lub prostokątny. Zewnętrzne komórki egzodermy nie mają protoplastów, a ściany komórkowe ulegają lignifikacji. Jednak na ogół komórki kory pierwotnej są żywe i zawierają chloroplasty. Stela ma niewielką średnicę. Otaczająca wiązki przewodzące endoderma składa się ze ściśle przylegających do siebie komórek o grubych ścianach oraz komórek przepustowych o cienkich ścianach zlokalizowanych w pobliżu biegunów protoksylemu. Budowa welamenu może ułatwiać kondensację pary wodnej.

#### Korzenie koralkowe
Korzenie koralkowe występują u sagowców. Wyrastają nad powierzchnię zapewniając siedlisko sinicom, zdolnym do wiązania azotu atmosferycznego. Sinice Nostoc i Anabaena zasiedlają korzenie boczne wyrastające z perycyklu i niewykazujące geotropizmu. W dojrzałym korzeniu krótkie hormogonia dostają się przez tkankę okrywającą do przestrzeni w korze wtórnej. Tam zostają pokryte warstwą śluzu. Mające zdolność przeprowadzania fotosyntezy w korzeniach sagowców sinice wykazują miksotrofizm. Obecność symbiontów umożliwia roślinom korzystanie z azotu atmosferycznego. W przypadku Macrozamia riedlei wyliczono, że dzięki sinicom do ekosystemu trafia rocznie dodatkowo 18,6–18,8 kg azotu/ha. Azot organiczny jest przekazywany przez sinice roślinie w postaci cytruliny, glutaminy i w mniejszej ilości kwasu glutaminowego.

#### Korzenie proteoidowe
Korzenie proteoidowe zostały opisane w roku 1960. Składają się z korzenia głównego o wyjątkowo licznych, lecz krótkich korzeniach bocznych. Ich występowanie początkowo stwierdzono u roślin z rodziny Proteaceae, stąd nazwa korzeni. Później korzenie o podobnej budowie zostały wykryte także u roślin z rodzin: Betulaceae, Casuarinaceae, Elaeagnaceae, Mimosaceae, Fabaceae, Moraceae i Myricaceae. Korzenie te są adaptacją do warunków niedoboru fosforu, żelaza i azotu. Liczne korzenie boczne mogą zwiększać powierzchnię chłonną w stosunku do typowego korzenia 140–300 razy. Poprawa wydajności pobierania związków mineralnych jest również związana z wydzielaniem przez korzenie karboksylanów, fenoli oraz wody. Wydzieliny zwiększają rozpuszczalność trudno przyswajalnych składników odżywczych. Wyróżniane są dwa główne typy korzeni proteoidowych. Typ pojedynczy, gdy korzeń główny i liczne korzenie boczne mają kształt szczotki do mycia butelek oraz typ złożony, gdy roślina wykształca wiele rozgałęzionych korzeni tworzących zwartą matę w organicznej warstwie gleby.

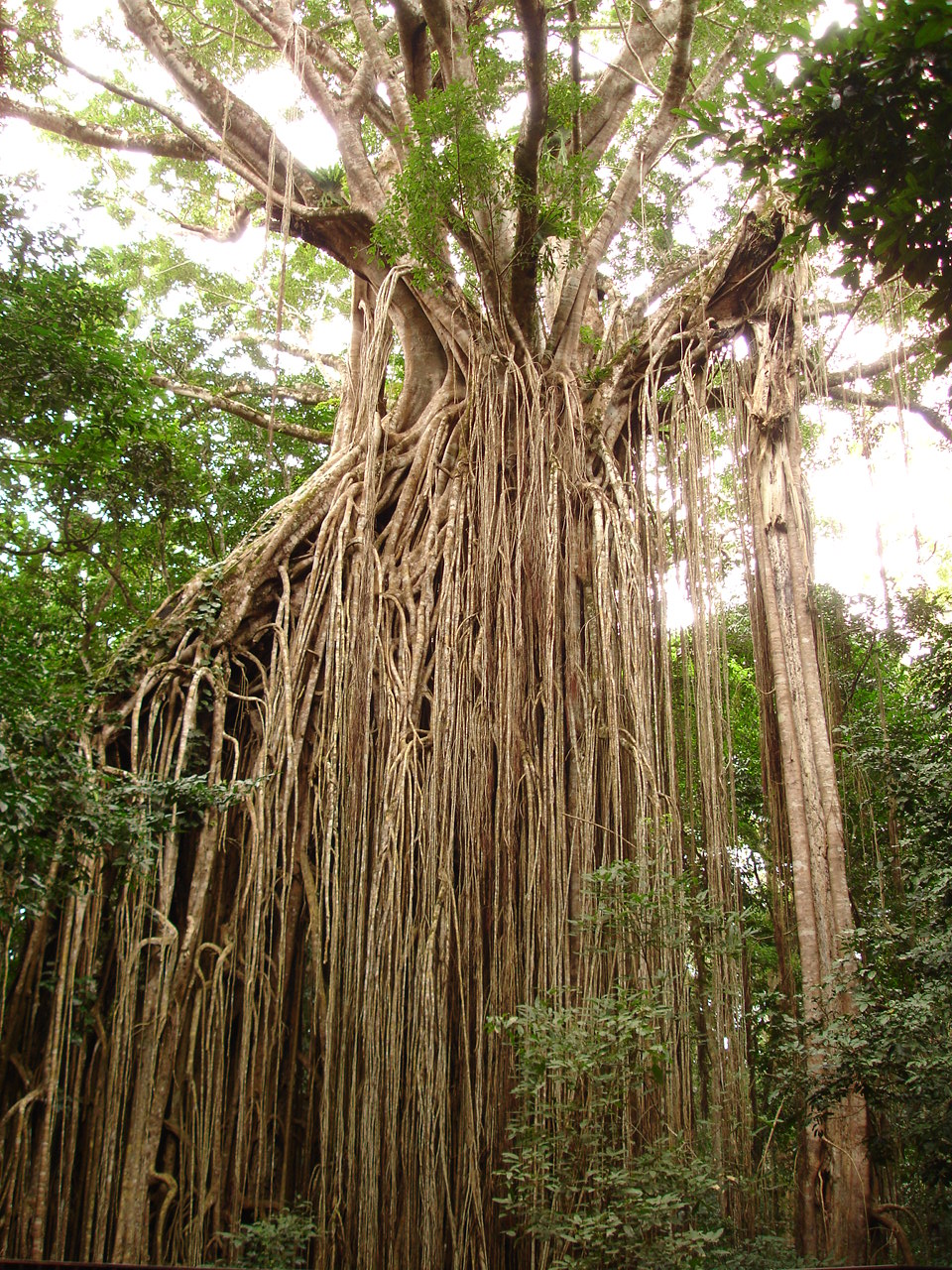
Korzenie powietrzne figowca
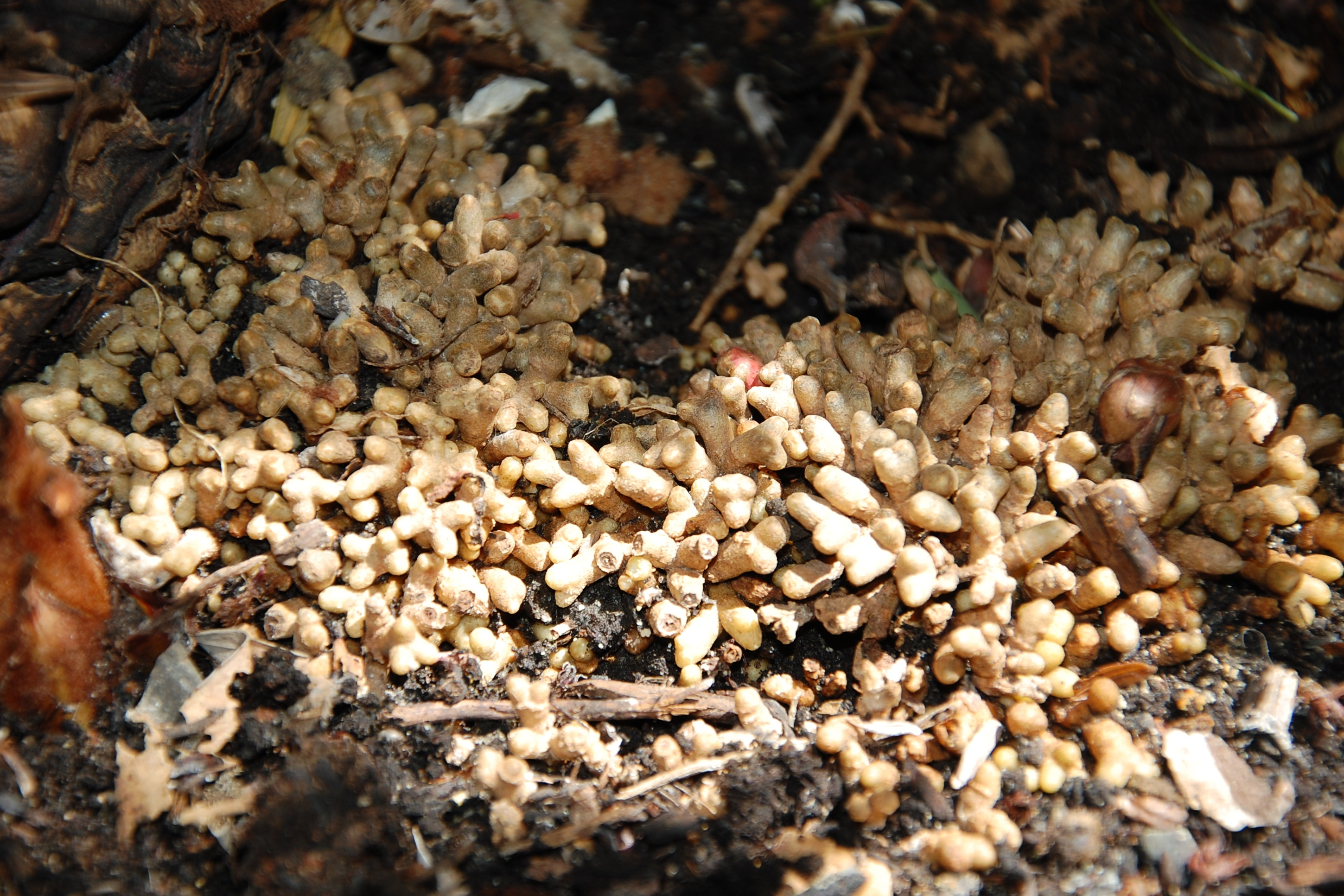
Korzenie koralkowe sagowca odwiniętego
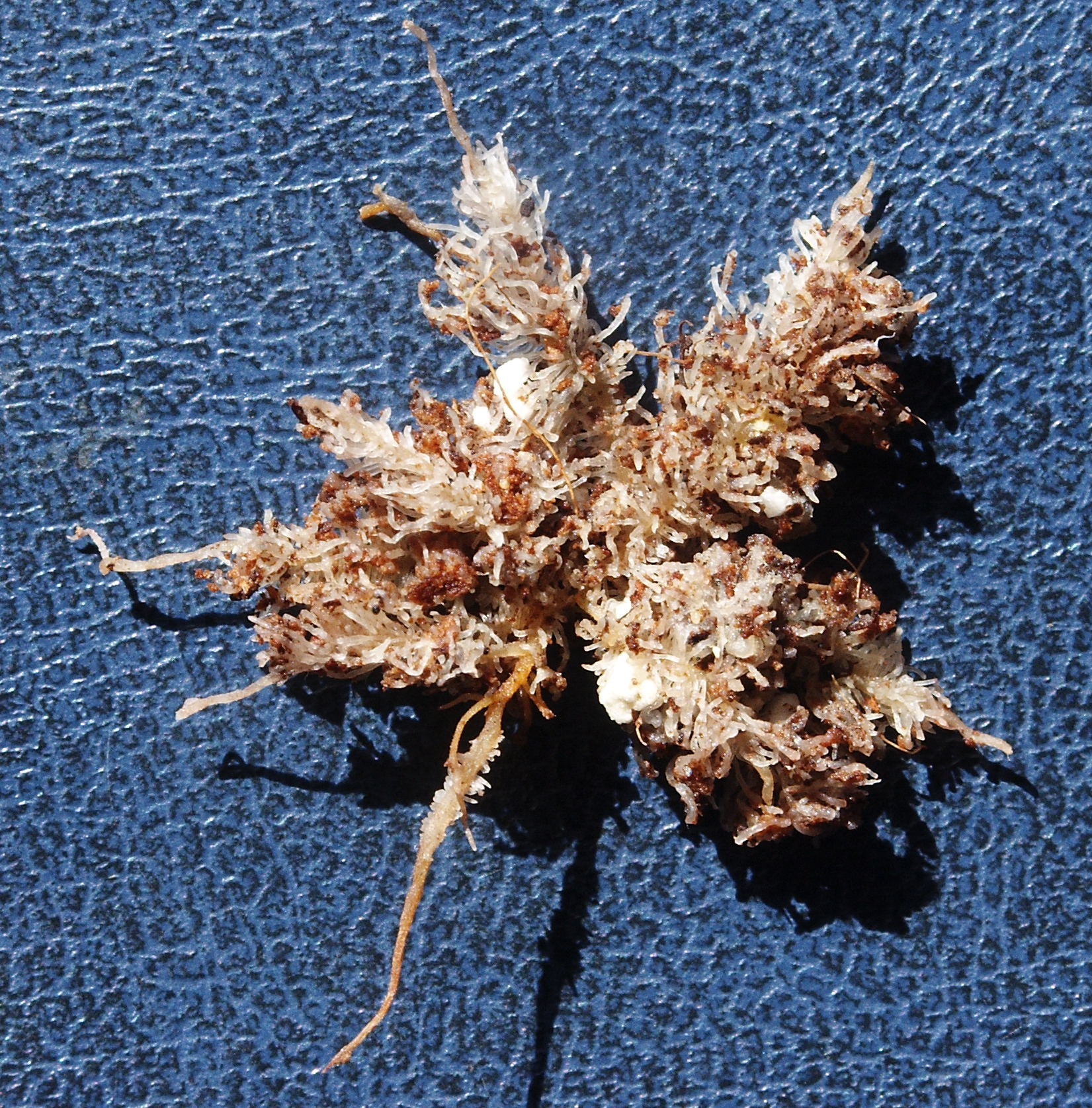
Korzeń proteoidowy Leucospermum cordifolium, typu złożonego

#### Korzenie marchewkokształtne
Korzenie marchewkokształtne (ang. dauciform) to oddzielna forma morfologiczna korzeni występujących wśród Cyperaceae. Ich nazwa pochodzi od łacińskiej nazwy marchwi – Daucus. Korzenie te wykształcają krótkie korzenie boczne z licznymi, długimi włośnikami. Do powstania korzeni tego typu dochodzi w warunkach niedoboru fosforu. Pod względem funkcjonalnym są analogiczne do korzeni proteoidowych, jednakże strukturalnie są inne. Poza szczególną morfologią korzenie marchewkokształtne charakteryzują się wydzielaniem do podłoża znacznych ilości kwasów karboksylowych i fosfataz, które zwiększają rozpuszczalność dostępnych w glebie związków fosforu.

## Ewolucja i przegląd systematyczny

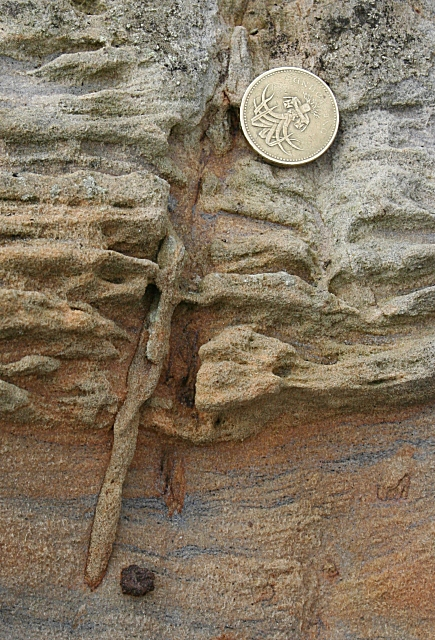
Skamieniały korzeń

Rośliny naczyniowe istnieją co najmniej od syluru. Z tego okresu pochodzą najstarsze zachowane skamieniałości takich organizmów. Nie jest pewne, czy te rośliny miały korzenie. Skamieniałości pozwalające potwierdzić istnienie struktur podobnych do korzeni pochodzą z dewonu. Prawdopodobnie korzenie wyewoluowały odrębnie u Lycopodiophyta i Euphyllophyta. Analiza znanych gatunków kopalnych wskazuje, że korzenie w obu grupach roślin są analogiczne, a wspólny przodek tych grup był pozbawiony korzenia. Nie jest jednak jasne, ile razy w toku ewolucji doszło do powstania korzenia u Lycopodiophyta i Euphyllophyta. Zróżnicowanie pomiędzy należącymi do Euphyllophyta roślinami zarodnikowymi a nasiennymi na etapie korzenia zarodkowego wskazuje na niezależną ewolucję korzeni u obu tych grup. Rośliny zarodnikowe wykazują homoryzję, rośliny nasienne zaś – alloryzję. Korzenie są organem homologicznym do pędu. We wczesnym dewonie większość telomów była skierowana ku górze i pełniły funkcję organów przeprowadzających fotosyntezę, a pozostałe ustawione były poziomo, spoczywając na podłożu. Korzenie prawdopodobnie powstały z telomów drugiej grupy, które przystosowały się do pobierania wody i soli mineralnych, zapewniając jednocześnie roślinie zakotwiczenie. Na powstanie korzeni w wyniku rozdzielenia funkcji telomów wskazują zarówno analizy molekularne, genetyczne, jak i rozwojowe. Pomimo niezależnej ewolucji korzenie niemal wszystkich roślin wykształcają włośniki. Istnieje korelacja pomiędzy długością włośników a zdolnością do pobierania fosforanów. Około 80% roślin lądowych żyje w symbiozie z grzybami, tworząc mikoryzę. U tych gatunków włośniki są krótsze. Istnieją dowody wskazujące na istnienie mikoryzy już w dewonie. Brak zdolności do tworzenia mikoryzy jest więc cechą wtórną, która pojawiła się u roślin, które rozwinęły długie włośniki. Mikoryza arbuskularna istniała jeszcze zanim rośliny lądowe wykształciły korzenie. Cały rozwój ewolucyjny korzeni jest wynikiem koewolucji z grzybami mikoryzowymi. Ektomikoryza, mikoryza erikoidalna, mikoryza storczykowata oraz rośliny nietworzące mikoryzy pojawiły się w wyniku ewolucji w kredzie, gdy okrytozalążkowe uległy znacznemu zróżnicowaniu. Wcześniej korzenie zapewniały głównie współpracę z grzybami. Zwiększenie łącznej długości systemu korzeniowego, wykształcenie licznych i długich włośników oraz powstanie zaawansowanych systemów obrony chemicznej pozwoliły części gatunków na dalszy rozwój korzeni bez mikoryzy.
Geny umożliwiające tworzenie mikoryzy zostały wykorzystane do stworzenia symbiozy z bakteriami Rhizobium. Bakterie te odpowiedzialne są za powstawanie na korzeniach roślin motylkowych brodawek korzeniowych i możliwość korzystania przez te rośliny z azotu atmosferycznego. Analiza genomu chloroplastowego wskazuje, że zdolność tworzenia brodawek przez korzenie przedstawicieli 10 rodzin okrytonasiennych pojawiała się w wyniku ewolucji tylko raz. Chociaż nie zachowały się skamieniałości korzeni z brodawkami korzeniowymi, prawdopodobnie ta forma symbiozy powstała wraz z grupą roślin ją tworzących we wczesnym trzeciorzędzie.

### Korzeniewidłakowców(Lycopodiales)
Wyrastają z okolnicy (perycyklu), rzadziej ze śródskórni (endodermy). W obrębie pędu są nierozgałęzione, ale po przebiciu się przez korę rozgałęziają się dychotomicznie (widlasto) lub także nieregularnie. Korzeń nie zawiera warstwy endodermy. W walcu osiowym najcieńszych korzeni ksylem ma budowę monoarchiczną (występuje jedno pasmo protoksylemu i protofloemu), a w grubszych diarchiczną (przy czym ksylem jest zwykle łukowato wygięty obejmując ramionami floem). Kora korzenia nie różni się od kory pędu. Na powierzchni występuje epiderma, z której komórek parami wyrastają włoski. Merystem wierzchołkowy opisywany był jako posiadający budowę warstwową, ale wydaje się mieć jednak budowę nieuporządkowaną z wielką ilością komórek inicjalnych.

### Korzeniewidliczkowców(Selaginellales)
Wyrastają z charakterystycznych organów, zwanych ryzomorfami, gdy te dotkną podłoża. Jako jedyna grupa widłaków wykształcają egzodermę z pasemkami Caspary'ego. Merystem wierzchołkowy ma strukturę nieuporządkowaną, z niewyróżnialną komórką inicjalną lub z jedną taką komórką. Korzenie rozwidlają się dychotomicznie.

### Korzenieporyblinowców(Isoetales)
Korzenie wyrastają z rozwidlonych, dolnych płatów łodygi zwanych ryzoforami (dwóch lub czterech). Rozwijają się endogenicznie, przebijając grubą tkankę miękiszową i wyrastają w regularnych szeregach, równoległych do bruzd rozdzielających ryzofory. Co sezon wyrastają dwa, trzy takie szeregi, podczas gdy najstarsze korzenie znajdujące się na skrajach ryzofor odpadają wraz z fragmentem kory. Korzenie rozwidlają się dychotomicznie. Ich merystem wierzchołkowy ma budowę warstwową. W budowie wewnętrznej wyróżnia się położony ekscentrycznie walec osiowy typu protosteli, otaczającą go endodermę i korę. W walcu osiowym występują pojedyncze pasma drewna i łyka, przy czym łyko położone jest po stronie kory pierwotnej (wiązki kolateralne). Kora wzdłuż łyka zwykle jest rozrywana, tak że w efekcie powstają na korzeniach szerokie przestwory powietrzne.

### Korzenielepidofitów(Lepidophytes)
Korzenie przybyszowe tych roślin kopalnych wyrastały z rozległych kłączy wyrastających gwiaździście z podstawy pnia i rozgałęziających się dychotomicznie. Korzenie, zwane appendices, miały pochodzenie endogeniczne – ich kora stanowiła ciągłość z korą kłączy. Nie posiadały włośników i czapeczki. Osiągały długość do 40 cm i były nierozgałęzione, rzadziej dzieliły się dychotomicznie. Po obumarciu pozostawiały na kłączach charakterystyczne, ułożone skrętolegle, okrągłe i zgrubiałe blizny.

### Korzeniepsylotowych(Psilotopsida)
Przedstawiciele psylotowców (Psilotales) nie posiadają korzeni – podziemne kłącze pokryte jest chwytnikami, a w jego korze rozwijają się strzępki współżyjącego z rośliną grzyba. Podobnie współżyją z grzybami nasięźrzałowce (Ophioglossales), ale one wytwarzają już korzenie, które zawierają jedną lub dwie wiązki otoczone grubą warstwą kory.

### Korzenieskrzypowych(Equisetopsida)
U wymarłych kalamitowatych (Calamitaceae) korzenie przybyszowe wyrastały licznie z węzłów podziemnych kłączy. W grubej korze zawierały liczne przestwory powietrzne, nie posiadały natomiast centralnego przewodu powietrznego znajdującego się w pniu nadziemnym. U skrzypów (Equisetum) korzenie także wyrastają z węzłów podziemnych kłączy, ale są nieliczne, często pojedyncze i nierozgałęzione. Rzadko rozgałęziają się i na powierzchni okryte są brunatnymi włoskami tworzącymi pilśń podobną do tej pokrywającej podziemne kłącza.

### Korzeniestrzelichowych(Marattiopsida)
Od innych paprotników wyróżniają się dużą liczbą (ponad 12) skupień protoksylemu, ułożonych w walcu osiowym w formie aktynosteli. W korze korzeni znajdują się liczne przewody wydzielnicze oraz strzępki symbiotycznego grzyba – Strigeosporium marattiacearum (lęgniowce).

### Korzeniepaproci(Polypodiopsida)
Korzenie przybyszowe wyrastające z pędów, często u podstawy liści. Najsilniej rozwijają się u paproci drzewiastych, u gatunków zielnych często jest ich niewiele i są słabo rozgałęzione lub proste (do wyjątków należą długoszowate Osmundaceae), a u paproci wodnych brak ich zupełnie (np. u salwinii pływającej funkcje korzenia przejmuje jeden z wyrastających w okółkach liści). U rozpłochowatych korzeni brak, a ich funkcję pełnią włośniki wyrastające wprost z kłącza.

## Metody badania korzeni
Budowa i funkcje korzeni poznawane są głównie dzięki badaniom dwóch dziedzin – fizjologii i ekologii. W celu poznania wpływu czynników środowiskowych na wzrost korzeni konieczne jest poznanie budowy systemu korzeniowego i dynamiki jego rozwoju.
Naukę zajmującą się badaniem struktury przestrzennej systemów korzeniowych nazywa się mianem ryzografii lub geografii korzeni. Ryzografia zajmuje się budową korzeni poszczególnych gatunków lub grup ekologicznych oraz wpływem czynników ekologicznych takich jak: gęstość gleby suchej, zwięzłość gleby, napowietrzenie gleby, zawartość w niej wody i substancji pokarmowych, na wzrost korzeni.
Obserwacje systemu korzeniowego mogą być prowadzone podczas uprawiania roślin metodą hydroponiczną, w podłożu agarowym oraz w luźnych podłożach takich jak piasek, wermikulit czy podłoże szklarniowe. Jednak uprawa taka nie odzwierciedla warunków panujących w glebie. Obserwacje wzrostu korzeni w podłożu naturalnym prowadzone są w niewielkich ryzotronach nazywanych ara-ryzotronami. Są to naczynia z jedną ścianką z tworzywa przezroczystego. Znacznie większe instalacje stosowane są do obserwacji systemów korzeniowych roślin drzewiastych.
W celu prowadzenia badań nad korzeniami in situ stosowane są miniryzotrony. W podłoże, na którym rosną rośliny, wprowadza się rurę, w której następnie prowadzone są obserwacje. Ważne jest, aby podczas wprowadzania rury nie zaburzać struktury gleby. Obserwacji dokonuje się po zregenerowaniu korzeni wokół rury, czyli po 6–12 miesiącach od instalacji. Po tym czasie wewnątrz wykonywane są zdjęcia w regularnych odstępach czasu. Dokonuje się też pobierania próbek korzeni. Obserwacje prowadzone w miniryzotronach pozwalają poznać powstawanie, rozwój oraz obumieranie drobnych korzeni naturalnych zbiorowisk roślinnych oraz podkładek używanych do szczepienia w sadownictwie.

## Historia badań korzeni

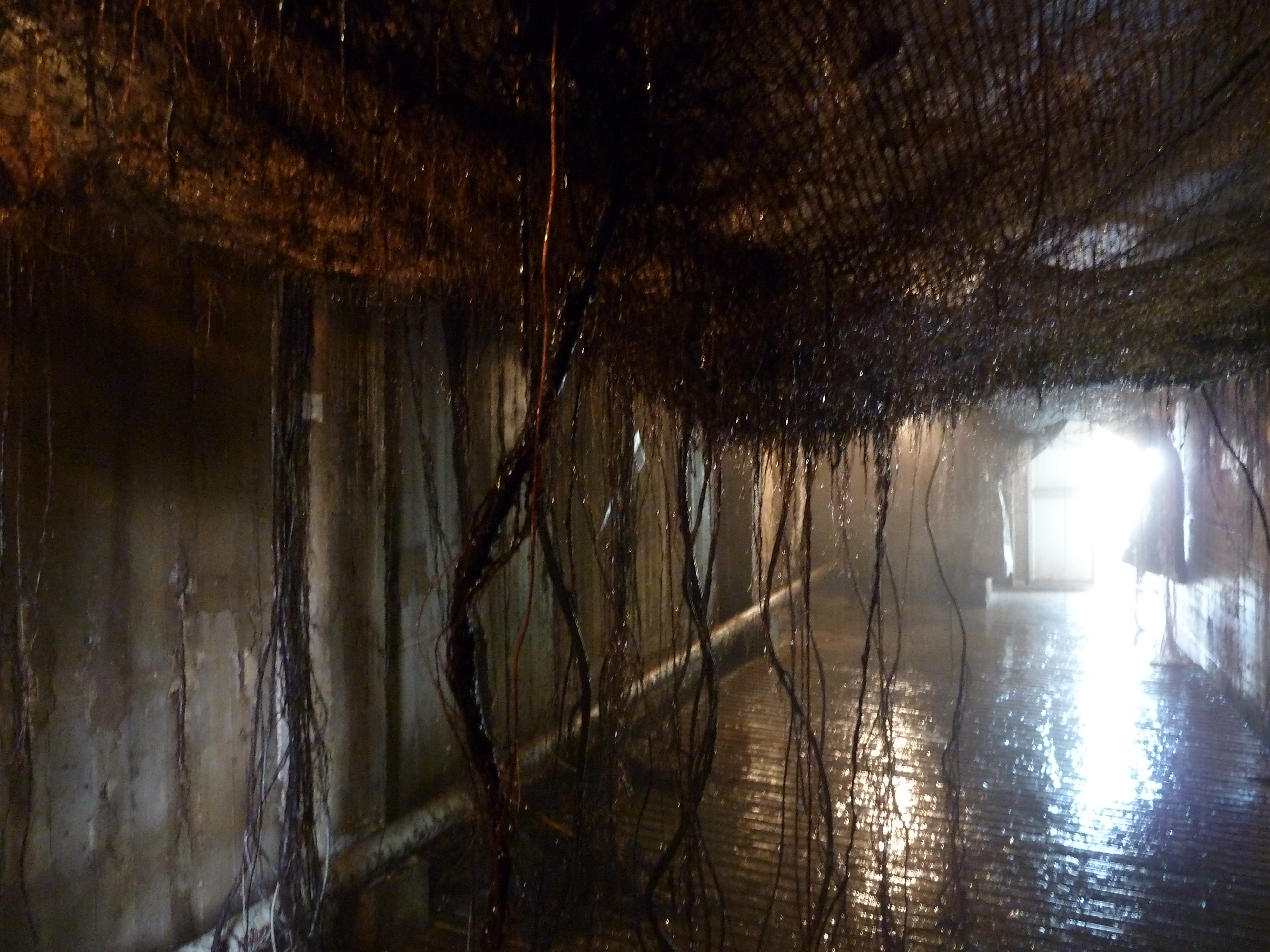
Laboratorium do badania korzeni

Pierwsze naukowe opisy budowy systemów korzeniowych, ich masy i długości sporządził Stephen Hales w 1727 r. Jego opracowanie dotyczyło roślin uprawnych i sporządzone zostało w oparciu o prostą metodę odkrywkową. W połowie XVIII w. Francuz Henri Louis du Hamel du Monceau wydobywał i badał systemy korzeniowe drzew.
Silny rozwój badań nad korzeniami nastąpił od połowy XIX wieku, najpierw w Niemczech, później w Rosji i USA. Rozwijały się metody badań; systemy korzeniowe były wypłukiwane, obserwowane przez szklane tafle, badane w próbkach gleby wydobywanych świdrem, stosowano izotopy promieniotwórcze. Badania nad geotropizmem korzeni prowadził m.in. Teofil Ciesielski, którego eksperymenty powtórzył i opisał Charles Darwin w dziele O ruchu roślin. W XX w. powstawać zaczęły ryzotrony – laboratoria z podziemnymi korytarzami służące do obserwacji rozwoju korzeni.
Naukowcy badający korzenie roślin skupiają się w International Society of Root Research organizującym zjazdy naukowe co 3–4 lata.

## Znaczenie użytkowe

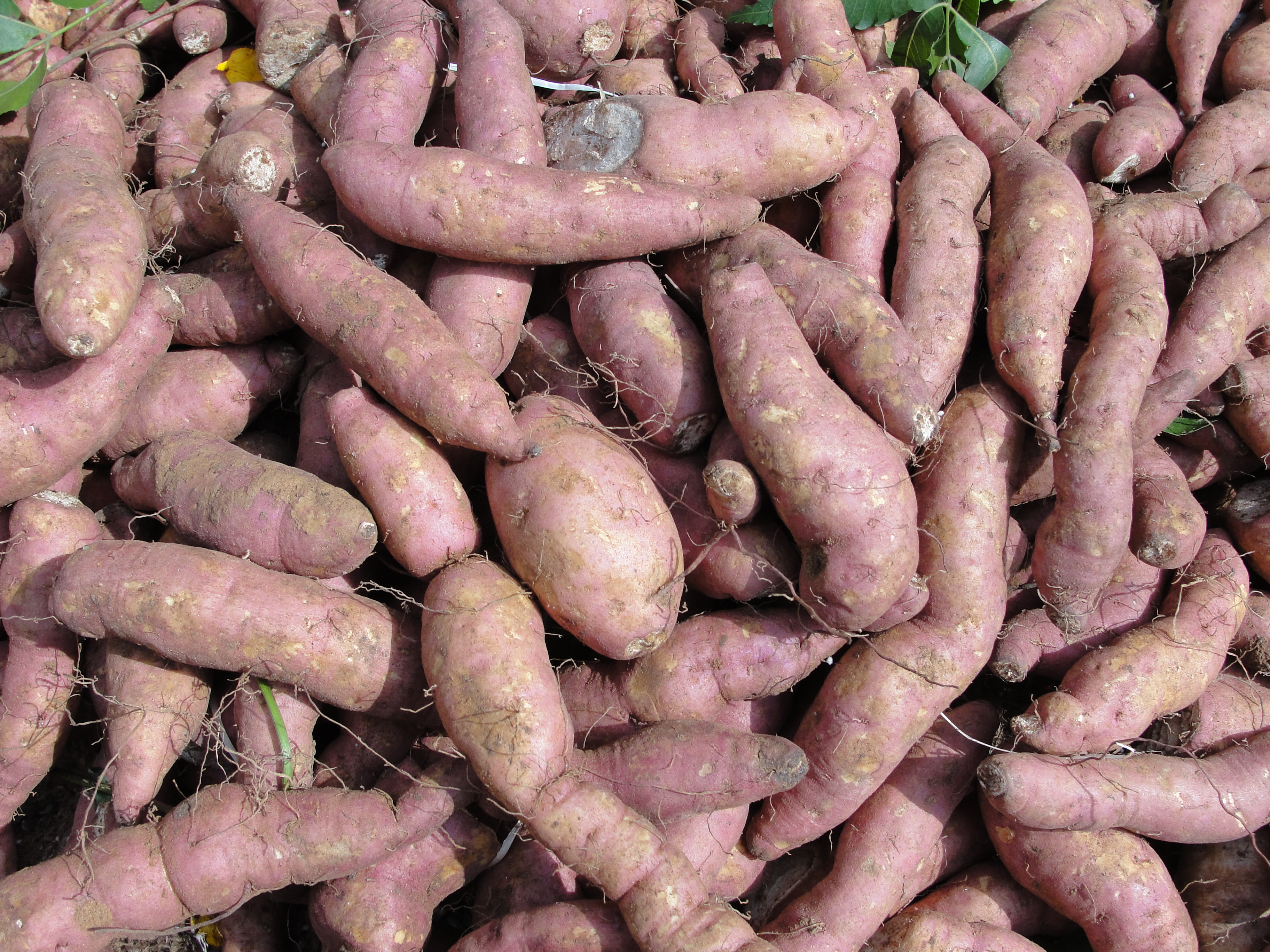
Jadalne bulwy korzeniowe batatów

### Korzenie jadalne
Znaczenie spożywcze mają liczne warzywa korzeniowe i rzepowate, wytwarzające korzenie spichrzowe gromadzące substancje zapasowe.
Warzywami, u których spożywane są w istocie korzenie spichrzowe są: maniok jadalny (Manihot esculenta), batat (wilec ziemniaczany, Ipomoea batatas), cibora jadalna (Cyperus esculentus), kłębian kątowaty (Pachyrrhizus erosus), Ensete ventricosum i salep (bulwy storczyków, gł. storczyka męskiego Orchis maculata). Wiele warzyw korzeniowych wykształca bulwy hipokotylowe ze spichrzowym, dolnym odcinkiem pędu zrośniętym ze zgrubiałym korzeniem, np.: pasternak zwyczajny (Pastinaca sativa), burak ćwikłowy (Beta vulgaris), marchew zwyczajna (Daucus carota), pietruszka korzeniowa (Petroselinum hortense ssp. microcarpum), seler korzeniowy (Apium graveolens var. rapaceum), świerząbek bulwiasty (Chaerophyllum bulbosum), wężymord czarny korzeń (skorzonera, Skorzonera hispanica), kozibród porolistny (Tragopogon porrifolius). Do grupy tej należą też warzywa rzepowate (np. rzodkiewka, rzepa i brukiew).
Spożywane mogą być również korzenie roślin dziko rosnących, zwłaszcza z rodziny astrowatych (np. ostrożeń, łopian, mniszek) i selerowatych (kminek, marchew). Ze względu na dużą zawartość włókien korzenie roślin dzikich zwykle żuje się i wypluwa, ewentualnie spożywa pokrojone w plastry. Kilkukrotne gotowanie i płukanie wymagane jest przed spożyciem korzeni zawierających substancje trujące, zwykle gorzkie.
„Korzonki” weszły do języka potocznego jako określenie ascetycznego pożywienia postnego.
Jako przyprawy używa się korzeni chrzanu pospolitego (Armoracia rusticana), cykorii podróżnik (Cichorium intybus) i lukrecji gładkiej (Glycyrrhiza glabra). W języku polskim określenie „przyprawy korzenne” uznawane jest za synonim „przypraw ziołowych” i przeciwstawiane jest „przyprawom warzywnym” (takim jak cebula zwyczajna i czosnek pospolity), czyli obejmuje szeroki zakres przypraw w ogromnej większości nie będących korzeniami. Wiąże się to z jednym z dawnych znaczeń słowa „korzenie”, rozumianych jako importowane rośliny lub ich części zawierające aromatyczne substancje służące jako surowiec przyprawowy, kosmetyczny lub zielarski.

### Korzenie jako surowiec zielarski

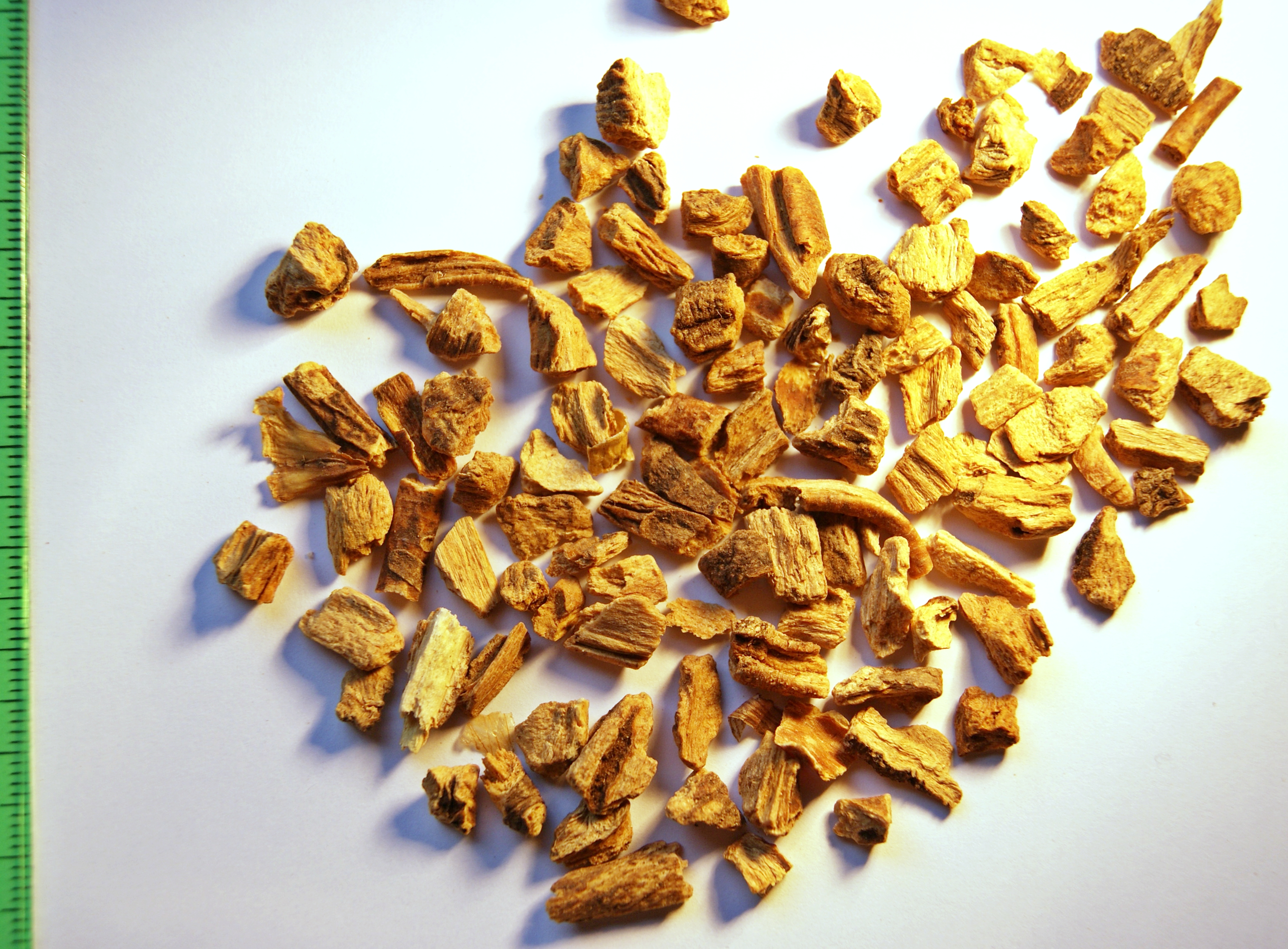
Radix Gentianae – korzeń goryczki – surowiec zielarski

Korzenie stanowią jeden z rodzajów surowców zielarskich i jako takie opisywane są terminem radix i odpowiednią nazwą łacińską rośliny. Dostarczają różnorodnych substancji czynnych.
Ważnym źródłem inuliny są: korzeń omanu wielkiego (Radix Inulae), cykorii podróżnik (Radix Cichorii), mniszka (Radix Taraxaci). Śluzów roślinnych dostarczają m.in. korzeń prawoślazu lekarskiego (Radix Althaeae) oraz bulwy korzeniowe storczyków (Tubera Salep). Korzeń traganka błoniastego odgrywa znaczną rolę w tradycyjnej medycynie chińskiej dostarczając licznych związków czynnych immunologicznie (astragalany, saponiny, flawonoidy i izoflawonoidy). Korzenie pierwiosnka lekarskiego (Radix Primulae) są surowcem dostarczającym 7-, 8- i 9-węglowe ketozy, a także glukoksylozyd metoksysalicylanu metylu. Istotne z punktu widzenia leczniczego flawonoidy pozyskuje się z korzenia tarczycy bajkalskiej (Radix Scutellariae) (zawiera działające przeciwzapalnie bajkalinę i bajkaleinę), a z korzenia lukrecji (Radix Glycyrrhizae) – działającą przeciwwrzodowo likwirytynę. Źródłem garbników roślinnych jest korzeń rzewienia (Rhei radix) oraz korzeń ratanii (Ratanhiae radix). Zawartością fenolokwasów wyróżnia się: korzeń szałwii czerwonosocznej (Salvia miltiorrhiza) (kwasy salwianolowe), korzeń tarczycy bajkalskiej (kwas ferulowy), korzeń cykorii, korzeń jeżówki purpurowej (Echinaceae radix). Kumaryny zawiera korzeń pokrzyku (Radix Belladonae) (skopoletyna), furanokumaryny – korzeń selerów Radix Apii graveolentis, korzeń arcydzięgla Radix Archangelicae,  korzeń biedrzeńca (Radix Pimpinellae) (izopimpinelina). Zawartością irydoidów estrowych wyróżniają się korzenie kozłka lekarskiego (Radix Valerianae). Surowcem goryczowym są: korzeń goryczki (Radix Gentianae) i hakorośli (Radix Harpagophyti). Alkaloidy tropanowe zawiera korzeń mandragory, a alkaloidy indolowe – korzeń rauwolfii (rezerpina), poza tym surowcem dla pozyskania chelidoniny jest korzeń glistnika jaskółcze ziele (Radix Chelidonii). Wiele olejków eterycznych zawierają korzenie: arcydzięgla, biedrzeńca (Radix Pimpinellae), lubczyka (Radix Levistici), omanu (Radix Inulae). Glikozyd siarkocyjanowy – sinigryna, jest istotnym składnikiem korzenia chrzanu (Radix Armoraciae), a glikozydy trójterpenowe – korzenia mydlnicy (Radix Saponariae). Korzenie kilku gatunków kolcorośli wykorzystywane są leczniczo jako sarsaparilla (Radix sarsaparillae) w leczeniu kiły.
Korzenie jako surowiec zielarski zbiera się zazwyczaj wówczas, gdy rośliny gromadzą w organach podziemnych najwięcej substancji czynnych, tj. późną jesienią, zimą i wczesną wiosną. U niektórych gatunków stężenia substancji czynnych najwyższe są w innych okresach, np. korzenie kozłka lekarskiego zbiera się wiosną przed kwitnieniem roślin. Po zbiorze korzenie oczyszcza się, czasem koruje (np. korzeń lukrecji), a następnie suszy, często podłużnie poprzekrajane.

### Korzenie jako surowiec włókienniczy, plecionkarski i o innych zastosowaniach ozdobnych
Korzenie stosowane na plecionki i do wiązania używane są w całości, rozszczepione lub w postaci samego walca osiowego. Z walca osiowego niektórych gatunków wyrabia się szczotki. Włókna pozyskuje się z korzeni m.in. takich roślin jak: keben (Barringtonia), barwognia (Butea) i pandan (Pandanus). Do wyplatania stosuje się korzenie cechujące się dużą trwałością, wytrzymałością i lekkością, głównie sosny, świerka i jałowca. Wykorzystuje się korzenie o średnicy do 1 cm, a wyroby z nich mają trwałość do 50 lat (znacznie dłuższą od wyrobów z wikliny). Posiadające częstokroć oryginalne kształty korzenie wykorzystywane są w korzenioplastyce i w układankach roślinnych. Cenione przy tym są zwłaszcza korzenie drzew i krzewów rosnących nad wodami, które bardziej delikatne, poskręcane i często kolorowe, niż roślin z innych siedlisk. Korzenie znajdują także zastosowanie jako ozdoba akwariów (zob. korzeń w akwarystyce).

### Korzenie użytkowe roślin przemysłowych
Korzenie buraka cukrowego zawierają 16–22% sacharozy i stanowią jej istotne źródło. Korzenie niektórych gatunków roślin stanowią surowiec garbnikodajny. Przykładami są: bergenia grubolistna (tzw. korzeń badanu), Rumex hymenosepalus (tzw. korzeń cnajgrowy) oraz Krameria lappacea (tzw. korzenie ratanii). Rośliną uprawianą dla kauczuku zawartego w korzeniu jest mniszek kok-sagiz. Drewno z korzeni sasafrasu lekarskiego jest surowcem, z którego otrzymuje się olejek sasafrasowy wykorzystywany w kosmetyce.

### Fitoremediacja i oczyszczalnie korzeniowe

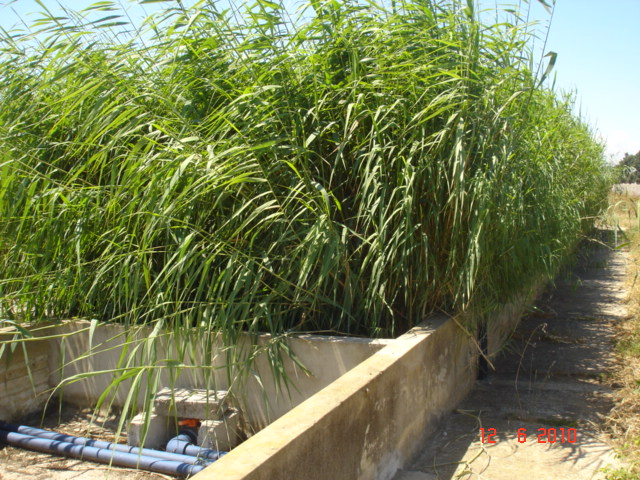
Trzcinowa oczyszczalnia korzeniowa w Rabacie (Maroko)

Korzenie niektórych gatunków roślin odgrywają kluczową rolę w procesie fitoremediacji. Wydzieliny korzeni mogą przyczyniać się do mineralizacji zanieczyszczających glebę toksycznych związków organicznych bądź też korzenie pobierają związki toksyczne i kumulują bez skutków ubocznych dla rośliny.
Rośliny o rozbudowanych systemach korzeniowych i posiadające przestwory powietrzne stosowane są w celu zwiększenia wydajności oczyszczania ścieków w złożach biologicznych oczyszczalni ścieków. W warunkach Europy Środkowej takie zastosowanie znajduje 60 gatunków rodzimych (gł. trzcina pospolita, pałka szerokolistna, wierzba wiciowa) oraz 30 aklimatyzowanych. Dzięki tworzeniu w złożu oczyszczalni roślinnych stref tlenowych wokół korzeni aktywność mikroorganizmów jest ok. 100 razy większa niż w tradycyjnych oczyszczalniach. Poza tym systemy korzeniowe roślin poprawiają warunki przepływu ścieków w złożu, zapobiegając jego kolmatacji, a wydzielane przez korzenie enzymy przyśpieszają rozkład zanieczyszczeń.

### Ochrona przed erozją
Rośliny o gęstych i rozległych systemach korzeniowych odgrywają kluczową rolę w zabezpieczaniu skarp przed erozją wodną, a na luźnych podłożach także wietrzną (np. w przypadku wydm). Warstwa gleby o grubości 18 cm na stoku o pochyleniu 10% ulega zerodowaniu w ciągu 18 lat przy braku pokrywy roślinnej. W przypadku upraw polowych zerodowanie takiej warstwy zajęłoby 110 lat, ale już pod trwałą darnią byłaby zabezpieczona przez ponad 80 tys. lat, a przy trwałej pokrywie leśnej – przez ponad 500 tys. lat.

### Znaczenie korzeni dla ochrony budynków

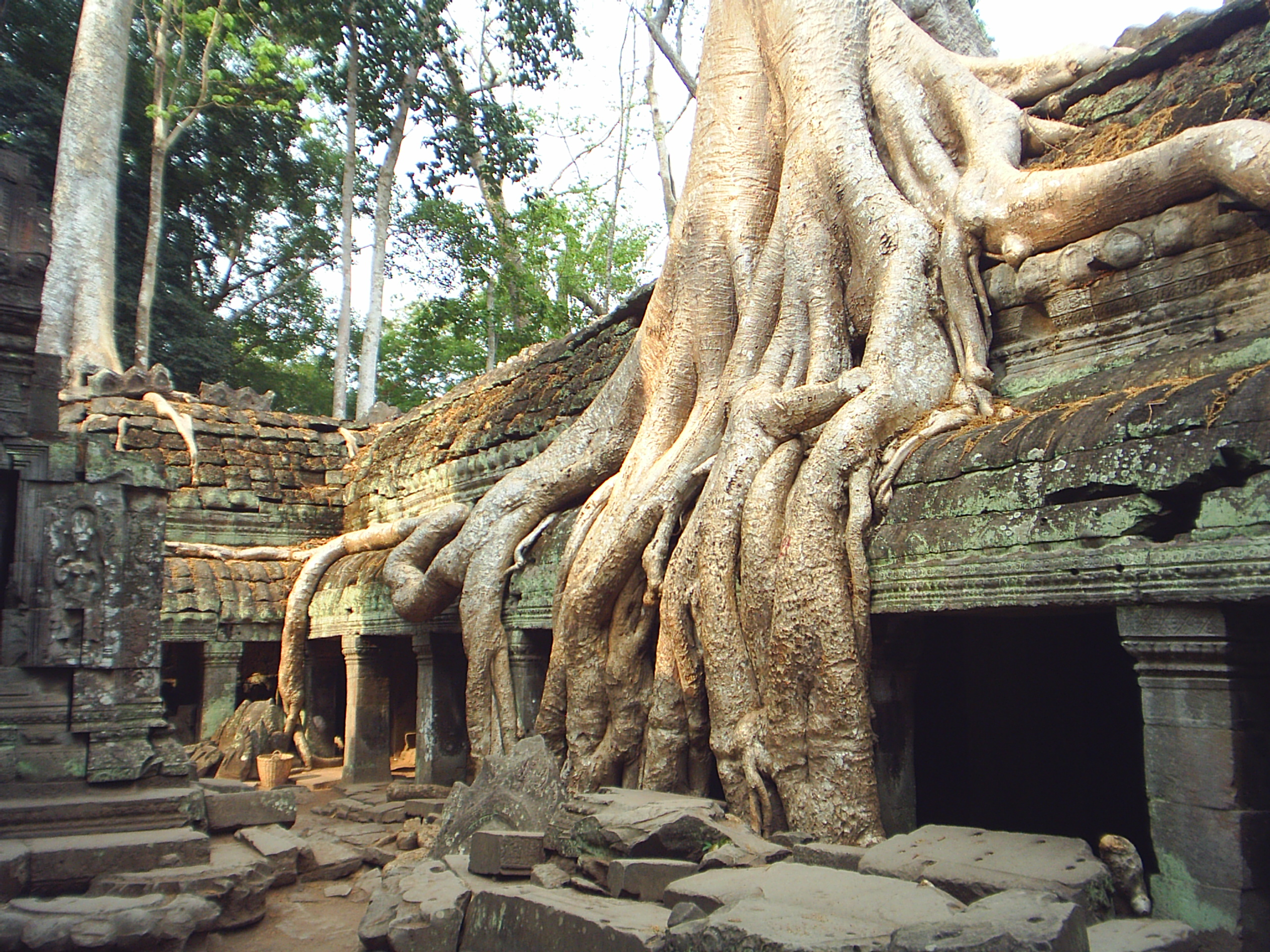
Korzenie mogą niszczyć budowle wzniesione przez człowieka

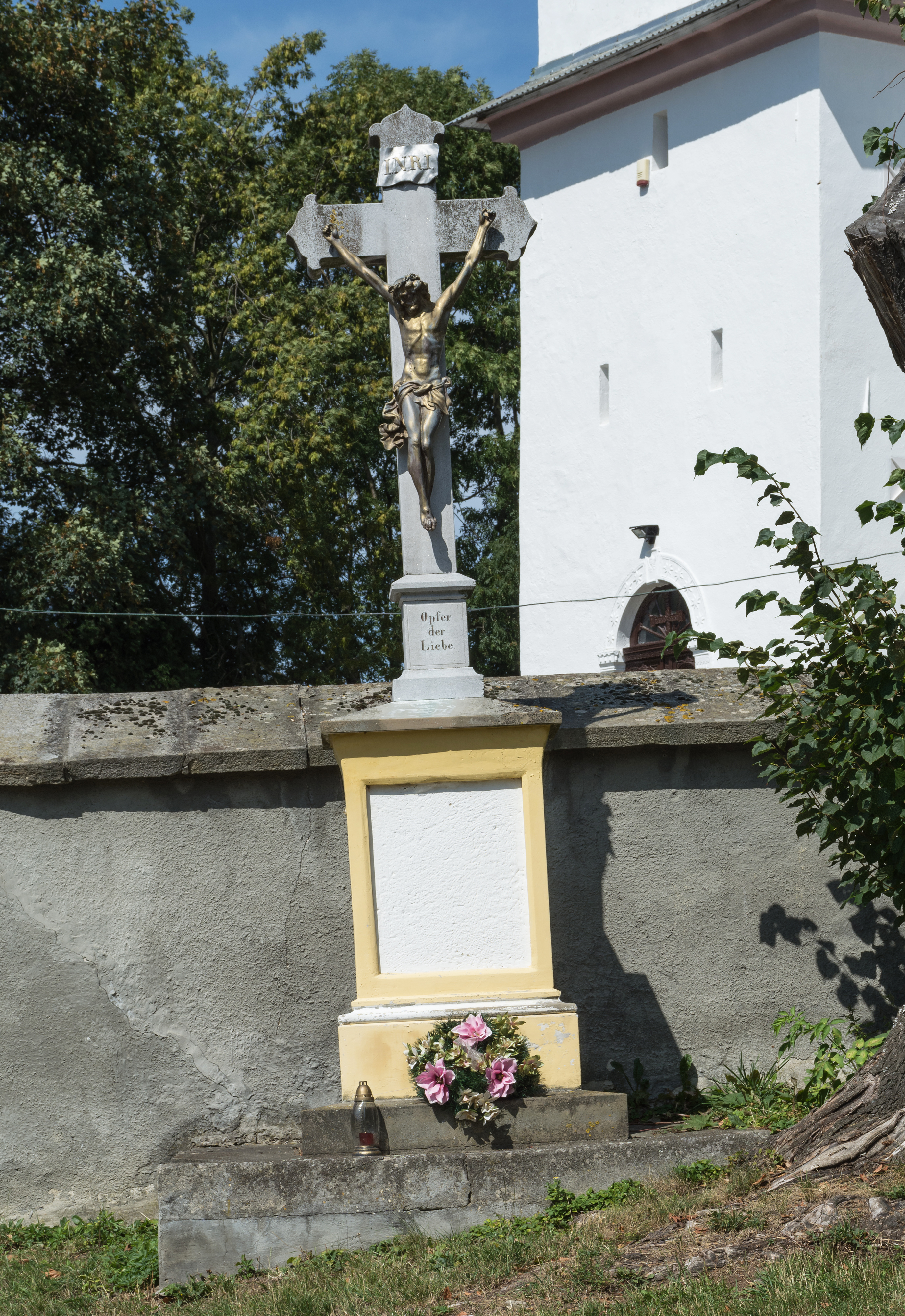
Krucyfiks przechylony przez korzenie drzewa

Korzenie roślin mają też niekorzystny wpływ na budowle, niszcząc nawierzchnie, uszkadzając ściany budynków, zatykając rury. Korzenie rosnące na budowlach powodują ich niszczenie, co w szczególności dotyczy zabytkowych obiektów opuszczonych i porosłych lasami takich jak np. kompleks zabudowań dawnego Angkor i świątynie Majów. Niszczenie zabytków związane jest zarówno z fizycznym efektem powiększania objętości w szczelinach, w które wrastają, jak i chemicznym niszczeniem przez wydzieliny korzeni. Problem dotyczy przede wszystkim zabytków w krajach tropikalnych, gdzie rośliny rosną szybko. Dlatego w ramach konserwacji zabytkowych budowli konieczne jest zwalczanie wrastających roślin metodami mechanicznymi, chemicznymi i biologicznymi. W klimacie umiarkowanym korzenie roślin są najczęstszą przyczyną osuszania gliniastego podłoża, co prowadzić może do osiadania budynków.

## Ryzosfera
Rośliny ze względu na obecność części nadziemnej i podziemnej łączą dwa bardzo zróżnicowane zbiory organizmów. Mikrobiom tworzący się w strefie korzeniowej obejmuje mikroorganizmy, bezkręgowce oraz nieliczne kręgowce. Korzenie roślin stanowią mutualistycznego partnera dla grzybów mikoryzowych, bakterii brodawkowych oraz innych organizmów zapewniających różnego rodzaju korzyści roślinie. Korzenie są także jedynym źródłem węgla organicznego dla żyjących w glebie roślinożerców, saprofagów oraz pasożytów zasiedlających system korzeniowy. Niektóre z organizmów ryzosfery, chociaż same nie są patogenne, uruchamiają reakcje obronne roślin, przyczyniając się do zwiększonej odporności na patogeny części nadziemnej oraz zmniejszając ryzyko zjedzenia przez roślinożerców żyjących na powierzchni. Powstają także zależności bardziej złożone. Kolonizacja korzeni Arabidopsis thaliana przez Pseudomonas fluorescens powoduje wytworzenie substancji, które po zjedzeniu przez żerujące na częściach nadziemnych mszyce Myzus persicae czynią je mniej atrakcyjne dla pasożytującego na mszycach Diaeretiella rapae.
Dostarczanie węgla organicznego do gleby umożliwia także rozwój mikroorganizmów wytwarzających metan. Szacuje się, że 40–50% rocznej emisji metanu do atmosfery powstaje w ekosystemach podmokłych, zarówno naturalnych, jak i agroekosystemach. Oznacza to, że około 3% dziennej produkcji netto ekosystemów emitowana jest do atmosfery jako CH
4, co w znaczący sposób wpływa na efekt cieplarniany. Obecna u wielu roślin aerenchyma umożliwia dostarczenie tlenu do tkanek korzeni, dzięki czemu procesy oddechowe przebiegają w nich bez zakłóceń. Jednocześnie wokół korzeni powstaje strefa utleniania. Z tlenu dostarczonego przez korzenie korzystają także metanotrofy. W przypadku ryżu rosnącego na terenach podmokłych strefa utleniania obejmuje przestrzeń 1–3 mm wokół korzeni. U gatunków takich jak jęczmień, rosnących na terenach o mniejszej dostępności wody strefa uwalniania tlenu z korzenia może być większa. Istnienie strefy utleniania nie tylko redukuje ilość emitowanego do atmosfery metanu, lecz także wpływa na dostępność dla roślin substancji mineralnych. W strefie utleniania toksyczne dla rośliny jony Fe2+
 utleniane są do nietoksycznych Fe3+
, a jony NH+
4 do NO−
3, co zapobiega utracie azotu obecnego w glebie. Wpływ tlenu uwalnianego z korzeni na dostępność i pobieranie fosforu nie został jednoznacznie ustalony, a wyniki doświadczeń są rozbieżne.
Korzenie determinują głębokość, do jakiej sięga obieg materii w ekosystemie. Głębokość ta jest zależna od gatunku, budowy oraz warunków środowiska. Stwierdzono, że głębokość w poszczególnych biomach wynosi następująco:
- tundra – 0,5 ± 0,1 m
- tajga – 2 ± 0,3 m
- lasy iglaste strefy umiarkowanej – 3,9 ± 0,4 m
- lasy zrzucające liście strefy umiarkowanej – 2,9 ± 0,2 m
- użytki rolne – 2,1 ± 0,2 m
- ekosystemy trawiaste strefy umiarkowanej – 2,6 ± 0,2 m
- lasy i krzewy twardolistne – 5,2 ± 0,8 m
- pustynie – 9,5 ± 2,4 m
- sawanna – 15 ± 5,4 m
- tropikalne lasy zrzucające liście – 3,5 ± 2,5 m
- tropikalne lasy wieczniezielone – 7,3 ± 2,8 m.

Korzenie roślin uczestniczą też w dystrybucji wody w profilu glebowym. Transport wody zależny jest od potencjału wodnego. Woda może być pobierana przez korzenie na większej głębokości i wydzielana w warstwach płytszych, co może mieć znaczenie dla produktywności ekosystemów. Przy glebach trudno przepuszczalnych system korzeniowy może odprowadzać nadmiar wody z wierzchnich warstw na większą głębokość przyczyniając się do poprawy stosunków wodno-powietrznych gleby.

## Korzenie w kulturze
Korzenie niektórych roślin mocno zaznaczyły się w kulturze i dawnej medycynie, gdyż przypisywano im moc magiczną lub posiadały właściwości lecznicze. Mandragora lekarska, jako roślina lecznicza, znana była już w starożytności i wspomniana została w Starym Testamencie. W średniowieczu i później jej silnie zgrubiały, rozgałęziony korzeń (tzw. alrauna) uważany był za środek magiczny, ze względu na podobieństwo do sylwetki człowieka. Wierzono, że jego kształt wskazuje na zdolność do leczenia odpowiednich narządów ludzkich, czy wywoływania uczuć miłosnych. W symbolice chrześcijańskiej korzeń pojawia się głównie w odniesieniu do tekstów biblijnych, w których oznacza ród, pochodzenie. Izajasz tak zapowiada Mesjasza: „I wyrośnie różdżka z pnia Jessego, wypuści się odrośl z jego korzeni” (Iz 11,1). W mitologii nordyckiej kosmologiczne drzewo świata Yggdrasil konarami utrzymuje cały nieboskłon, zaś jego trzy korzenie rozchodzące się w trzy różne strony, zapewniają mu podparcie i przechodzą przez krainy zamieszkane przez różne stworzenia. Zasadniczo, korzenie w symbolice drzewa kosmicznego obecnej w licznych kulturach i religiach oznaczają komponent podziemny związany z bóstwami chtonicznymi. Odwróceniem tej symboliki jest święty figowiec hinduizmu, który ma korzenie w niebie, a koronę w ziemi i podobne odwrócone drzewa z innych kultur.
Przykładem występowania korzeni jako tematu w literaturze jest wiersz pt. „Rzepka” autorstwa Juliana Tuwima. Autor w komiczny sposób opowiada w nim o dziadku, który posadził w ogrodzie rzepkę i nie potrafiąc jej sam wyrwać prosił o pomoc kolejne osoby i zwierzęta.
Opera autorstwa Jacques’a Offenbacha (muzyka) i Victoriena Sardou (libretto) otrzymała tytuł „Le Roi Carotte” (1872), a jej główny bohater imię i charakteryzację po marchewce.
Podczas II wojny światowej agendy rządowe USA przygotowywały plakaty propagujące m.in. zwiększenie upraw buraka cukrowego i warzyw korzeniowych, co miało zmniejszyć niedobory żywności.

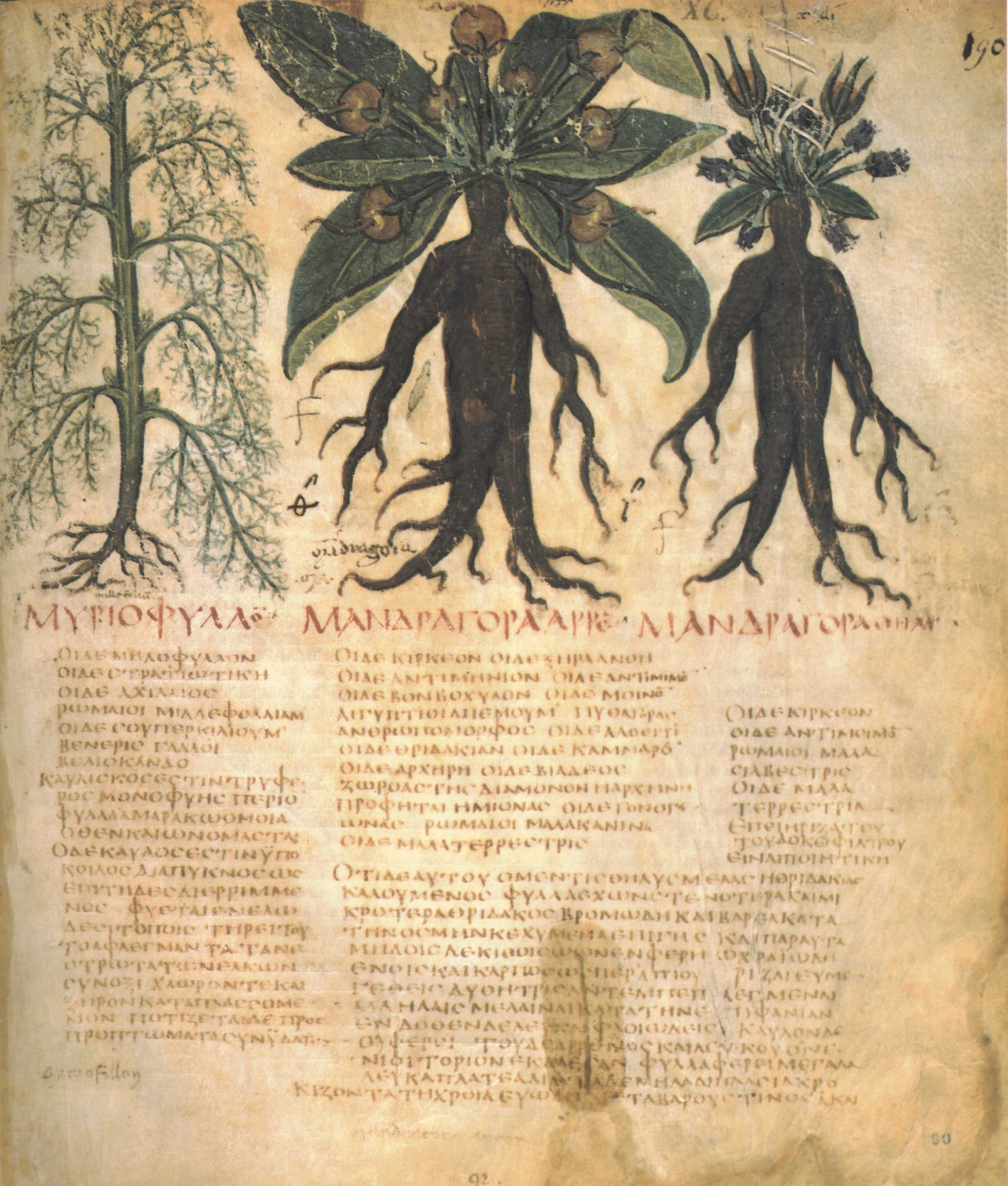
Mandragora w manuskrypcie „De Materia Medica” z VII wieku.
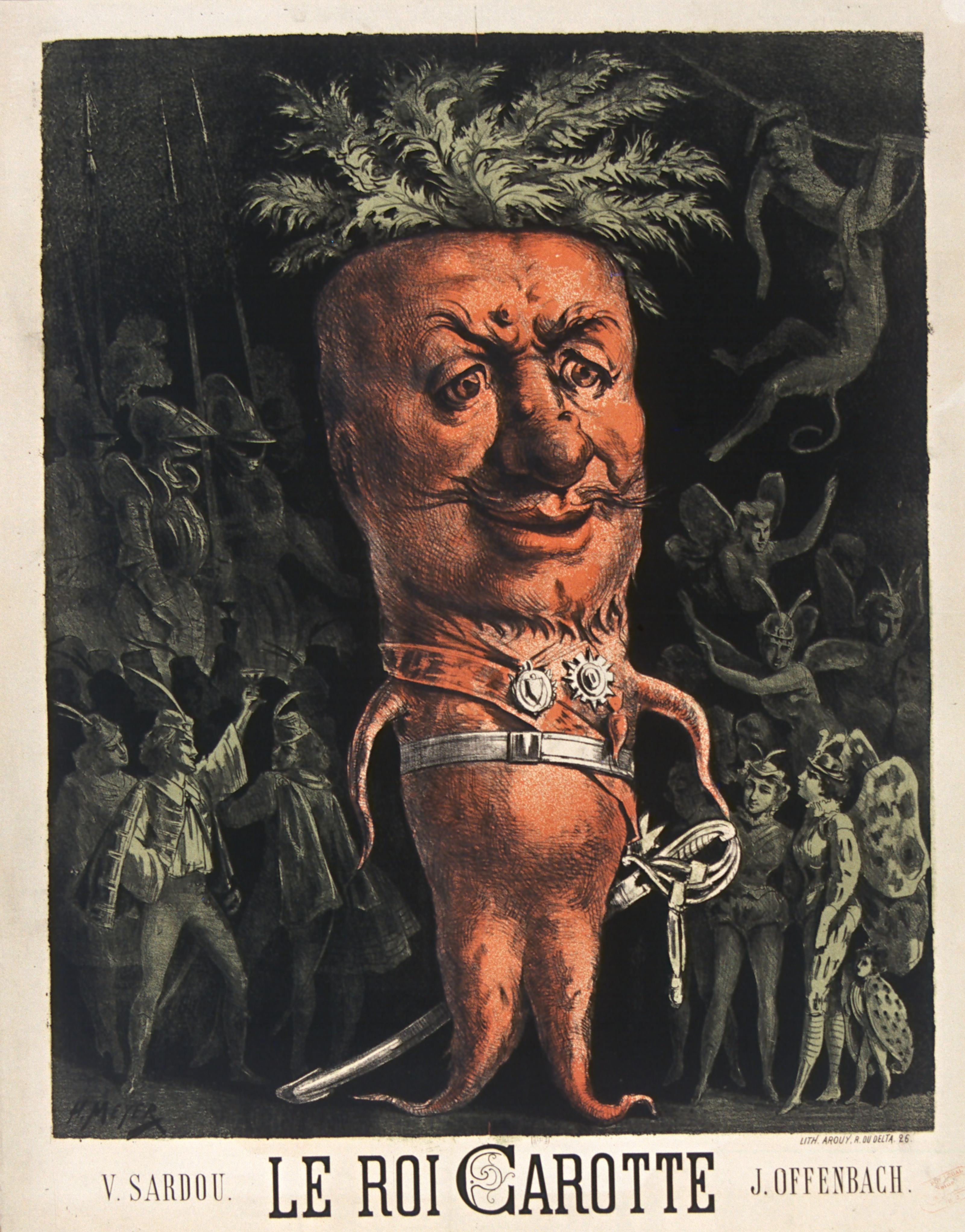
Henri Meyer, plakat ilustrujący operę „Le Roi Carotte”, 1892, kolorowa litografia na ciemnym papierze
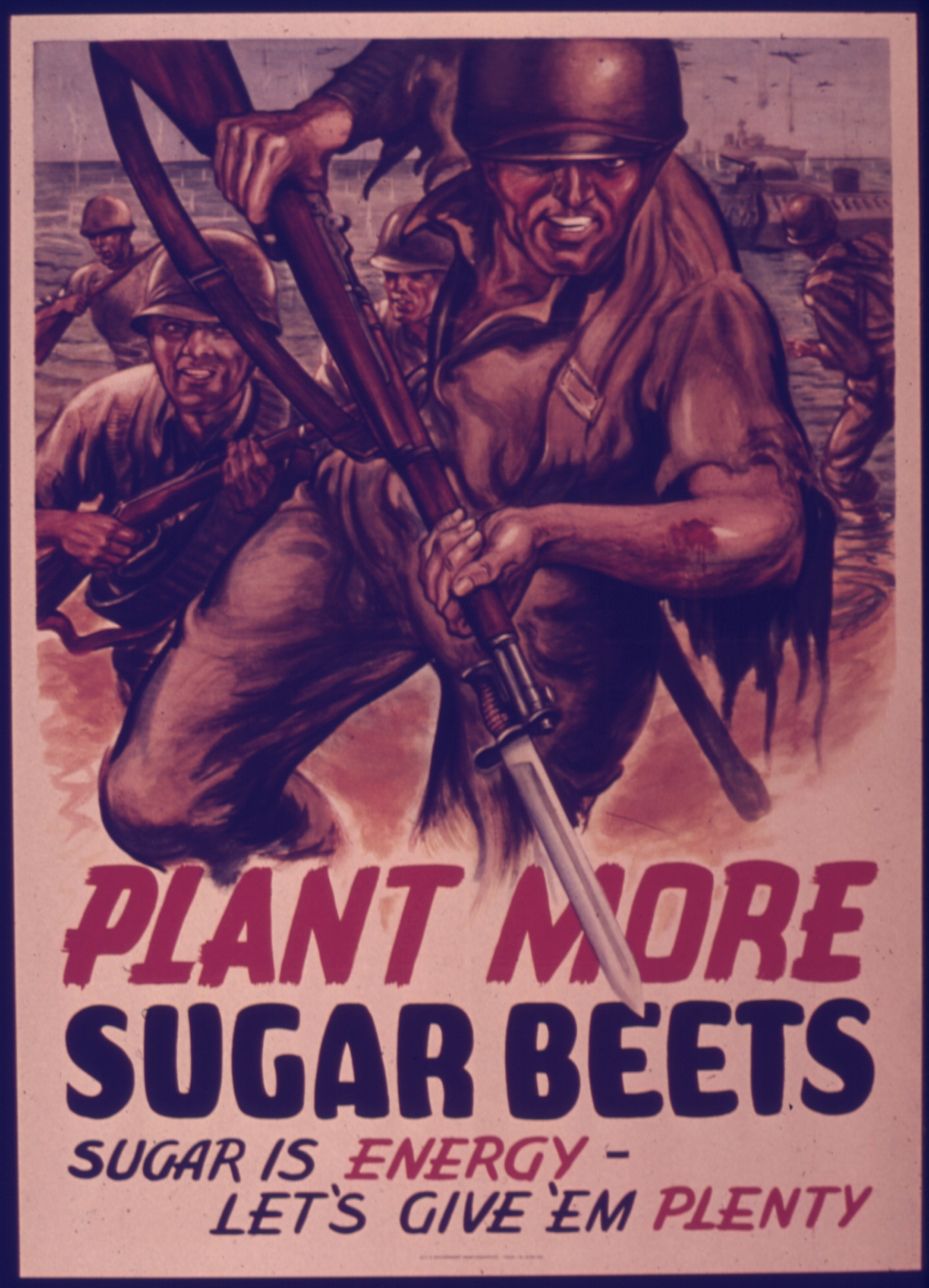
Plakat z USA, z czasów II wojny światowej (1941–1945), nawołujący do zwiększenia uprawy buraka cukrowego
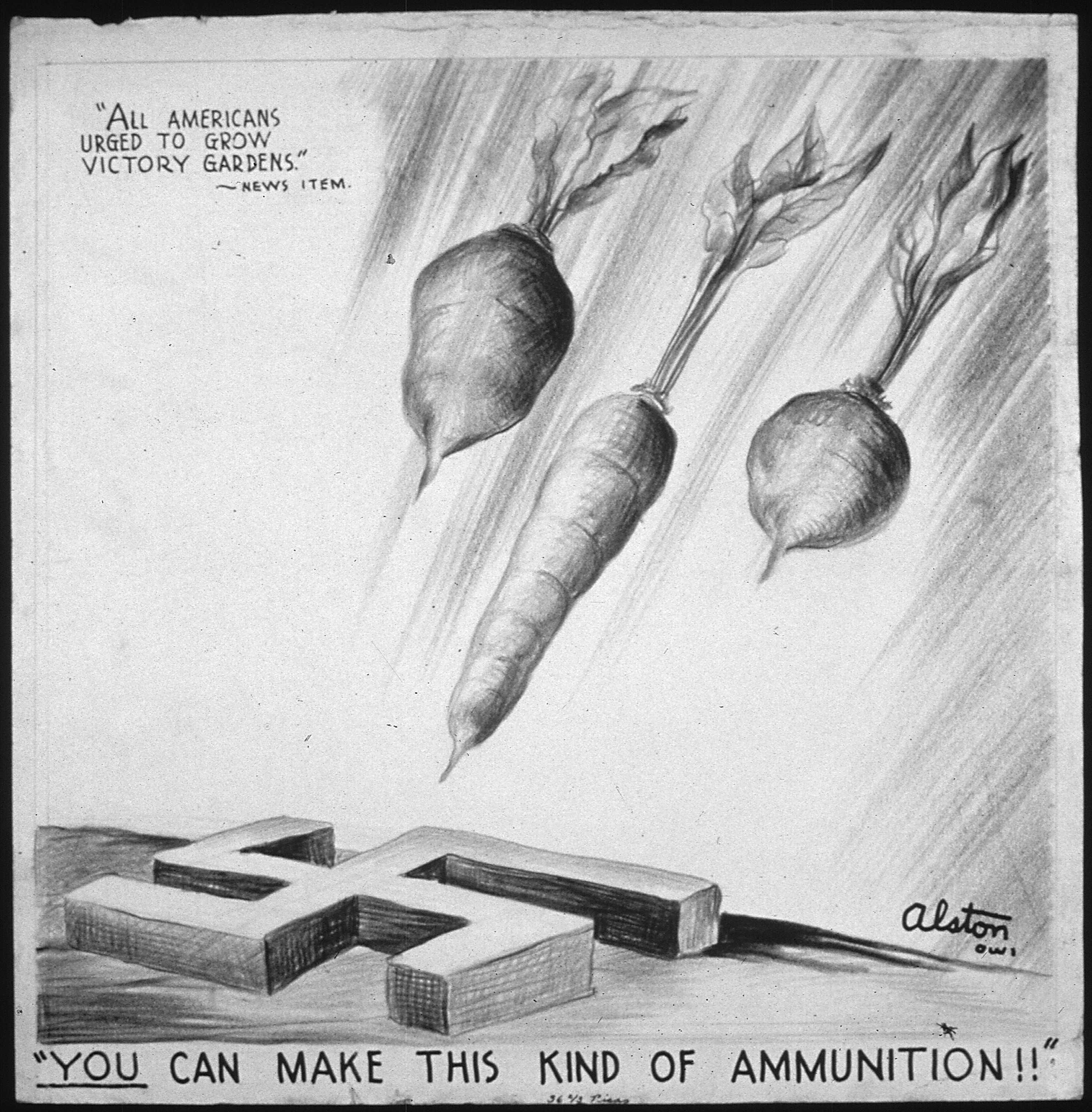
Plakat z USA, Charles Henry Alston, „YOU CAN MAKE THIS KIND OF AMMUNITION!!”, 1943

Jako temat w malarstwie korzenie drzew, roślin jadalnych lub związanych z nimi czynności pojawiają się między innymi u Vincenta van Gogha („Tree Roots”, 1890), Emila Clausa („Bietenoogst”, 1890), Leona Wyczółkowskiego („Kopanie buraków I”, 1893, „Kopanie buraków II”, 1911), Celestina François („In der Küche”, 1846), Gerarda Dou („Woman Peeling Carrot”, druga połowa XVII wieku), Alberta Ankera („Stilleben: Bier und Rettich”, 1898), Josepha Stronga („Man with a Yoke Carrying Taro”, 1880), Adriaen van Utrecht („Still life of artichoke, asparagus, green cabbage, onions, beans, carrots and other vegetables, all upon a wooden bench”, 1641) czy Goverta Flincka („Curius Dentatus Preferring Turnips to Gold”, 1656). Rzeźba „Trinity Root” jest odlewem korzeni drzewa, które osłoniło kościół Świętej Trójcy na Manhattanie przed gruzami World Trade Center. Rzeźba wykrotu z wyeksponowanymi korzeniami symbolizuje tragedię zamachu z 11 września 2001 roku.

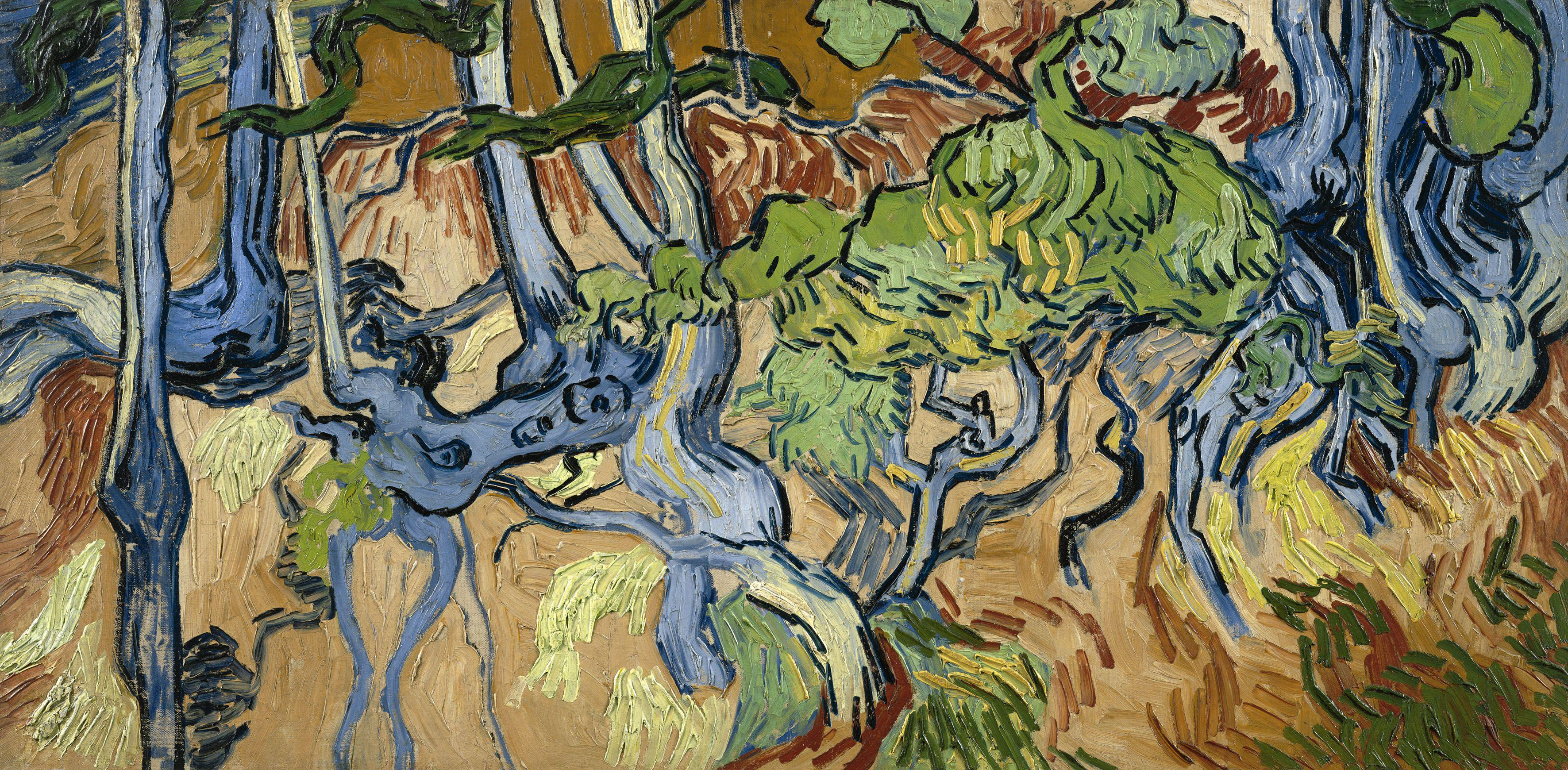
Vincent van Gogh „Tree Roots”, 1890, olej na płótnie
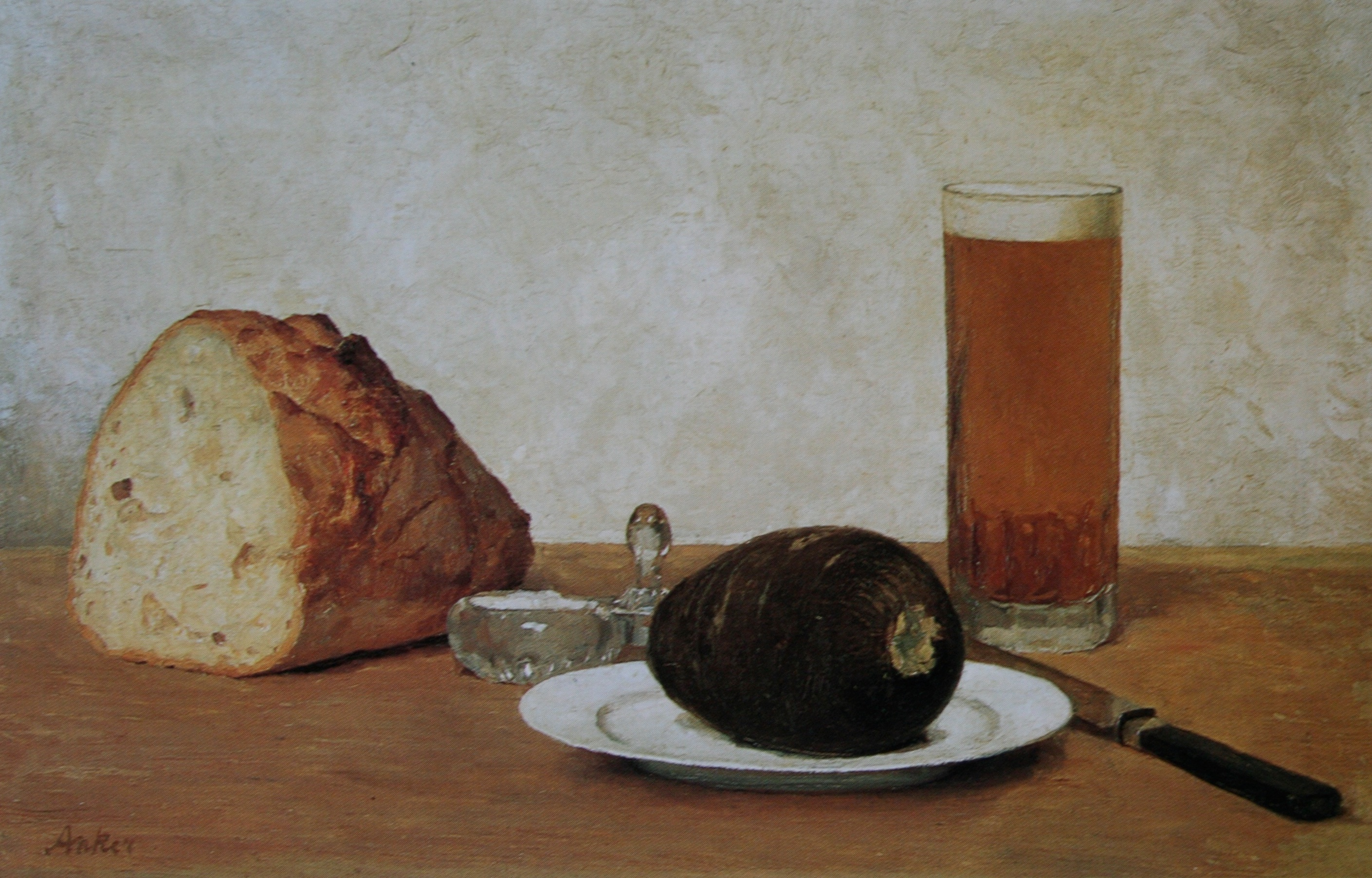
Albert Anker „Stilleben: Bier und Rettich”, 1898
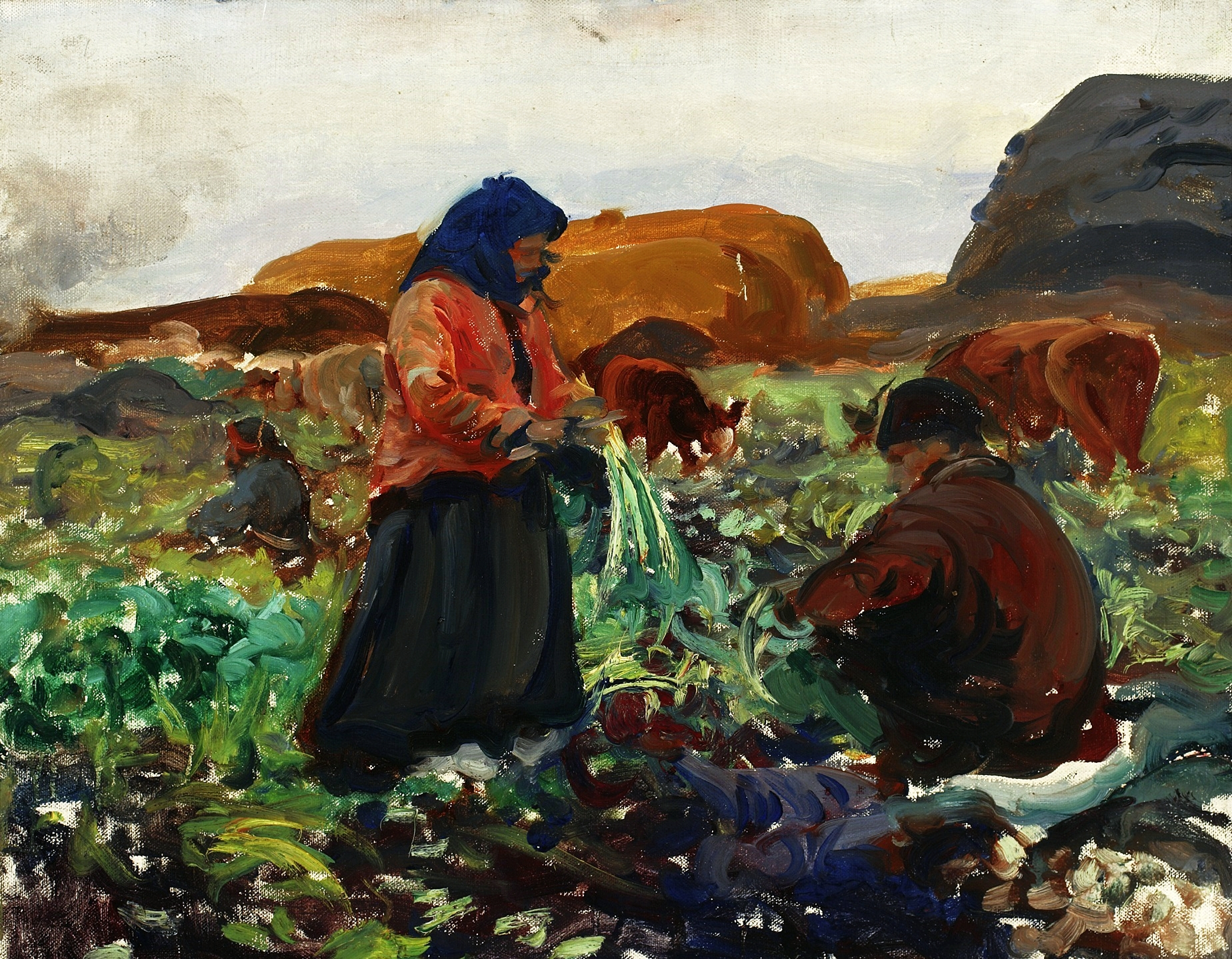
Leon Wyczółkowski „Kopanie buraków II”, 1911, olej na płótnie

Wizerunek korzeni lub warzyw korzeniowych widnieje także na znaczkach pocztowych i herbach miejscowości francuskich (np. cykoria podróżnik w herbie Vieille-Église, marchewka w herbie Montigny-en-Arrouaise czy Petite-Île), czeskich (chrzan pospolity w herbie gminy Křenovice), holenderskich (marchew w herbie wsi Wervershoof), rumuńskich (korzenie drzewa w herbie miasta Brașov) czy belgijskich (rzepa w herbie Tielrode).

Herb miejscowości Montigny-en-Arrouaise, Francja (marchewka)
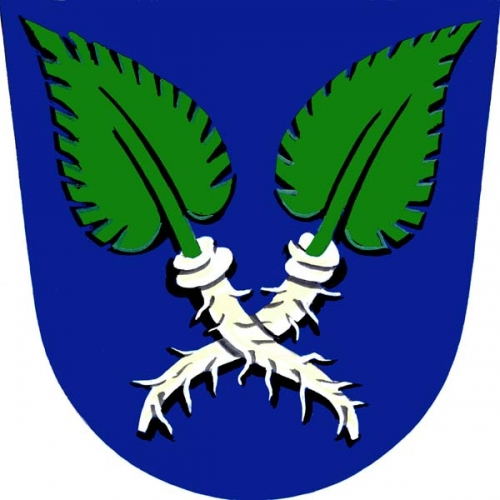
Herb miejscowości Křenovice, Czechy (chrzan pospolity)
Herb miejscowości Tielrode, Belgia (rzepa)
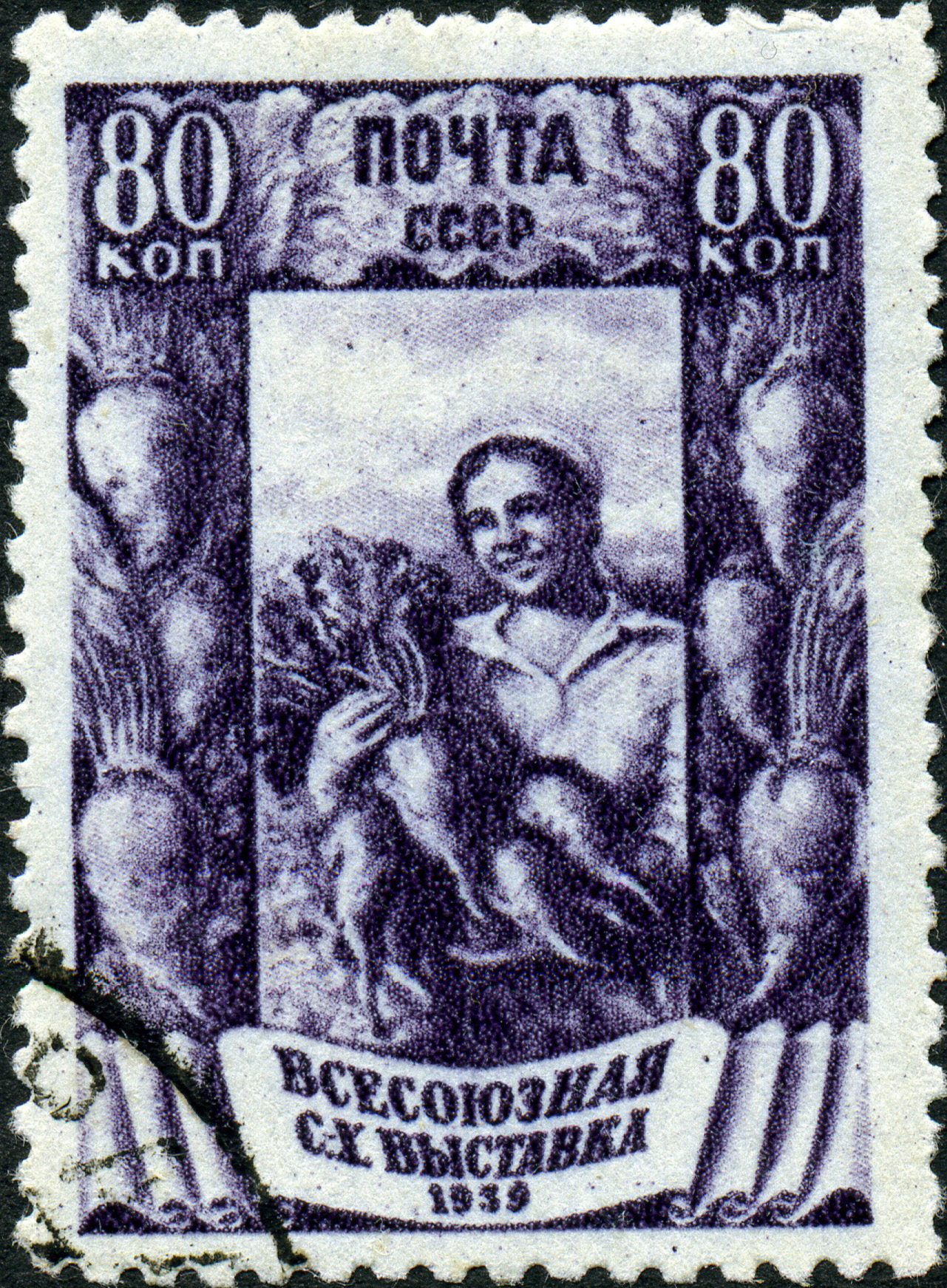
Burak cukrowy na znaczku sowieckim, 1939

Korzeń w literaturze bywa eufemistycznym symbolem prącia. W takiej funkcji o korzeniu pisali m.in. Jan Kochanowski (fraszka „Do dziewki”) czy Hieronim Morsztyn („Gadka”).

### Polisemia słowa „korzeń”
Słowo „korzeń”, zwłaszcza w liczbie mnogiej, ma przenośne znaczenie obejmujące podstawy, źródło czy powiązania. Związane są z tym również związki frazeologiczne, jak „zapuścić korzenie”, czyli ugruntować się. Również polisemiczne są pojęcia pokrewne, jak „zakorzenić (się)” czy „wykorzenić (się)”. Łacińskie słowo radix to również źródłosłów pojęć „eradykacja” (nawiązujące do wyrwania z korzeniami) czy „radykalny” (nawiązujący do posiadania korzeni).